# Histoire de l'art asiatique

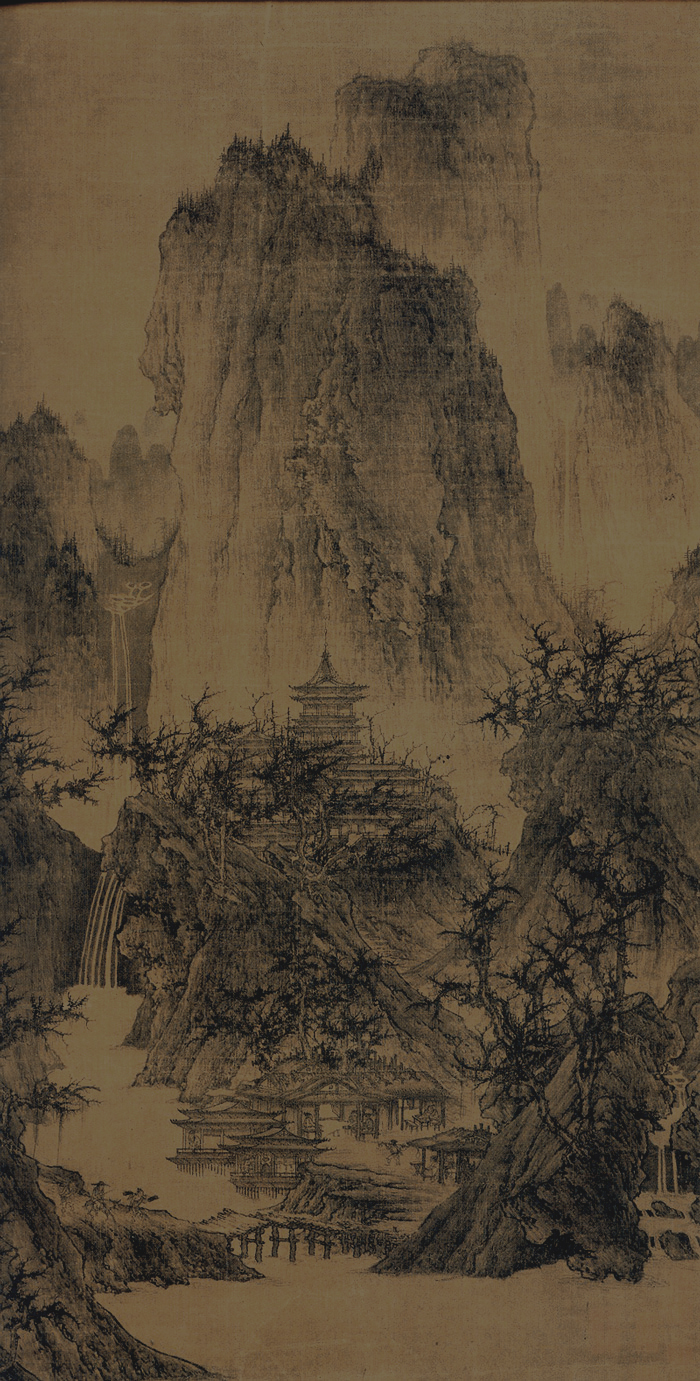
Li Cheng, Temple bouddhiste dans les montagnes, XIe siècle, Chine, encre sur soie, musée d'Art Nelson-Atkins, Kansas City, Missouri.

L'histoire de l'art asiatique comprend un vaste éventail d'arts visuels issus de diverses cultures, régions et religions du continent asiatique. Les principales régions d'Asie sont l'Asie centrale, l'Asie de l'Est, l'Asie du Sud, l'Asie du Sud-Est et l'Asie de l'Ouest.
L'art d'Asie centrale se compose principalement d'œuvres des peuples turcs de la steppe eurasienne, tandis que l'art d'Asie de l'Est comprend des œuvres de la Chine, du Japon et de la Corée. L'art d'Asie du Sud englobe les arts du sous-continent indien, tandis que l'art d'Asie du Sud-Est comprend les arts de la Thaïlande, du Laos, du Vietnam, de Singapour, de l'Indonésie et des Philippines. L'art de l'Asie de l'Ouest englobe les arts du Proche-Orient, notamment l'art antique de la Mésopotamie, et plus récemment l'art islamique.
À bien des égards, l'histoire de l'art en Asie est parallèle au développement de l'art occidental,. Les histoires de l'art de l'Asie et de l'Europe sont étroitement liées, l'art asiatique influençant grandement l'art européen, et vice versa ; les cultures se sont mélangées par des méthodes telles que la transmission de l'art par la route de la soie, les échanges culturels de l'ère des grandes découvertes et de la colonisation, ainsi que par l'internet et la mondialisation moderne,,.
Si l'on exclut l'art préhistorique, l'art de la Mésopotamie représente les plus anciennes formes d'art en Asie.

## Art d'Asie centrale
L'art d'Asie centrale est un art visuel créé par les peuples majoritairement turcs des pays actuels que sont le Kirghizistan, le Kazakhstan, l'Ouzbékistan, le Turkménistan, l'Azerbaïdjan, le Tadjikistan, la Mongolie, le Tibet, l'Afghanistan et le Pakistan, ainsi que certaines parties de la Chine et de la Russie,. Au cours des derniers siècles, l'art de la région a été fortement influencé par l'art islamique. Auparavant, l'art d'Asie centrale était influencé par l'art chinois, grec et persan, via la transmission de l'art par la route de la soie.

### Art populaire nomade
L'art populaire nomade est un aspect essentiel de l'art d'Asie centrale. Cet art reflète l'essentiel du mode de vie des groupes nomades résidant dans la région. On ne peut qu'être impressionné par la beauté des pierres semi-précieuses, des courtepointes, des portes sculptées et des tapis brodés que reflète cet art,.

### Musique et instruments de musique
L'Asie centrale est enrichie par la musique et les instruments classiques. Certains des célèbres instruments de musique classique sont nés dans la région d'Asie centrale. Le Rubab, le dombra et le chang sont quelques-uns des instruments de musique utilisés dans les arts musicaux d'Asie centrale.

### Renouveau de l'art d'Asie centrale
La vie des peuples d'Asie centrale tournait autour du style de vie nomade. Ainsi, la plupart des arts d'Asie centrale des temps modernes s'inspirent également de la vie nomade et mettent en valeur l'âge d'or. En fait, la touche de tradition et de culture dans l'art d'Asie centrale est un facteur d'attraction majeur pour les forums artistiques internationaux. La reconnaissance mondiale de l'art d'Asie centrale a certainement renforcé sa valeur.

## Art d'Asie de l'Est

### Art chinois
L'art chinois a varié tout au long de son histoire ancienne, divisée en périodes par les dynasties dirigeantes de la Chine et l'évolution de la technologie. Différentes formes d'art ont été influencées par de grands philosophes, des enseignants, des personnalités religieuses et même des dirigeants politiques. L'art chinois englobe les beaux-arts, les arts populaires et les arts du spectacle. L'art chinois est un art, moderne ou ancien, qui a vu le jour ou est pratiqué en Chine ou par des artistes ou des interprètes chinois.
Sous la dynastie Song, la poésie est marquée par une poésie lyrique connue sous le nom de Ci (詞) qui exprime des sentiments de désir, souvent dans un personnage adopté. C'est également sous la dynastie Song qu'apparaissent des peintures d'une expression plus subtile des paysages, avec des contours flous et des montagnes qui transmettent la distance par un traitement impressionniste des phénomènes naturels. C'est à cette époque que, dans la peinture, l'accent est mis sur les éléments spirituels plutôt que sur les éléments émotionnels, comme à l'époque précédente. Le kunqu, la plus ancienne forme d'opéra chinois encore existante, s'est développé sous la dynastie Song à Kunshan, près de l'actuelle Shanghai. Sous la dynastie Yuan, la peinture du peintre chinois Zhao Mengfu (趙孟頫) a grandement influencé la peinture de paysage chinoise ultérieure, et l'opéra de la dynastie Yuan est devenu une variante de l'opéra chinois qui perdure aujourd'hui sous le nom d'opéra cantonais.

#### Peinture et calligraphie chinoises

##### Peinture chinoise
Le Gongbi et le Xieyi sont deux des styles de peinture principaux dans la peinture chinoise.
Gongbi signifie « méticuleux », la richesse des couleurs et des détails dans l'image sont ses principales caractéristiques, son contenu dépeint principalement des portraits ou des récits. Xieyi signifie « à main levée », sa forme est souvent exagérée et irréelle, elle met l'accent sur l'expression émotionnelle de l'auteur et est généralement utilisée pour dépeindre des paysages.
Outre le papier et la soie, des peintures traditionnelles ont également été réalisées sur les murs, comme dans le cas des grottes de Mogao dans la province du Gansu. Les grottes de Mogao à Dunhuang ont été construites sous la dynastie Wei du Nord (386-534 ap. J.-C.). Elles se composent de plus de 700 grottes, dont 492 ont des peintures murales sur les murs, pour un total de plus de 45 000 m2,. Les peintures murales ont un contenu très large, incluant des statues de Bouddha, le paradis, des anges, des événements historiques importants et même des donateurs. Les styles de peinture des premières grottes ont été influencés par l'Inde et l'Occident. À partir de la dynastie Tang (618-906), les peintures murales ont commencé à refléter le style unique de la peinture chinoise.

##### Calligraphie chinoise

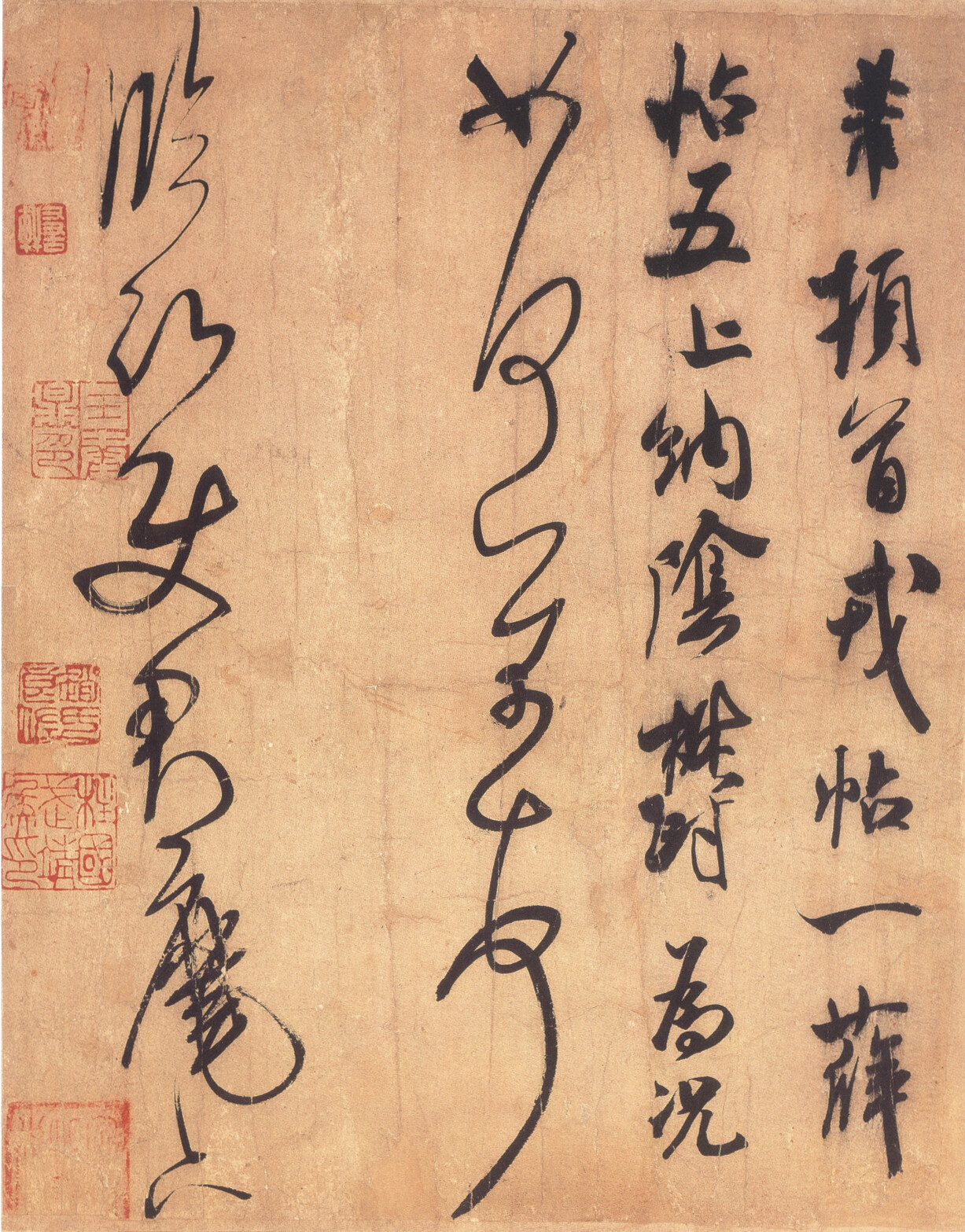
Sur la calligraphie de Mi Fu, dynastie Song.

La calligraphie chinoise remonte au Dazhuan (grande écriture de sceau) apparu sous la dynastie Zhou. Après l'unification de la Chine par l'empereur Qin, le premier ministre Li Si a recueilli et compilé le style Xiaozhuan (petit sceau) pour en faire un nouveau texte officiel. Sous la dynastie des Han orientaux, un type d'écriture appelé Lishu (écriture officielle) a commencé à se développer. Parce qu'elle ne révèle aucun cercle et très peu de lignes courbes, elle est très adaptée à une écriture rapide. Après cela, le style Kaishu (écriture régulière traditionnelle) est apparu, et sa structure est plus simple et plus soignée, cette écriture est encore largement utilisée aujourd'hui,.

#### Artisanat chinois ancien

##### Jade
Les premiers jades étaient utilisés comme ornements ou ustensiles de sacrifice. Le plus ancien objet chinois en jade sculpté est apparu dans la culture de Hemudu au début de la période néolithique (environ 3500-2000 avant notre ère). Au cours de la dynastie Shang (vers 1600-1046 avant notre ère), sont apparus les Bi (jade circulaire perforé) et les Cong (tube de jade carré), que l'on devinait être des ustensiles sacrificiels, représentant le ciel et la terre. Sous la dynastie Zhou (1046-256 av. J.-C.), grâce à l'utilisation d'outils de gravure plus durs, les jades ont été sculptés plus délicatement et ont commencé à être utilisés comme pendentif ou ornement dans les vêtements,. Le jade était considéré comme immortel et pouvait protéger son propriétaire, c'est pourquoi les objets en jade sculpté étaient souvent enterrés avec le défunt, comme le costume funéraire en jade de la tombe de Liu Sheng, un prince de la dynastie des Han occidentaux,.

##### Porcelaine

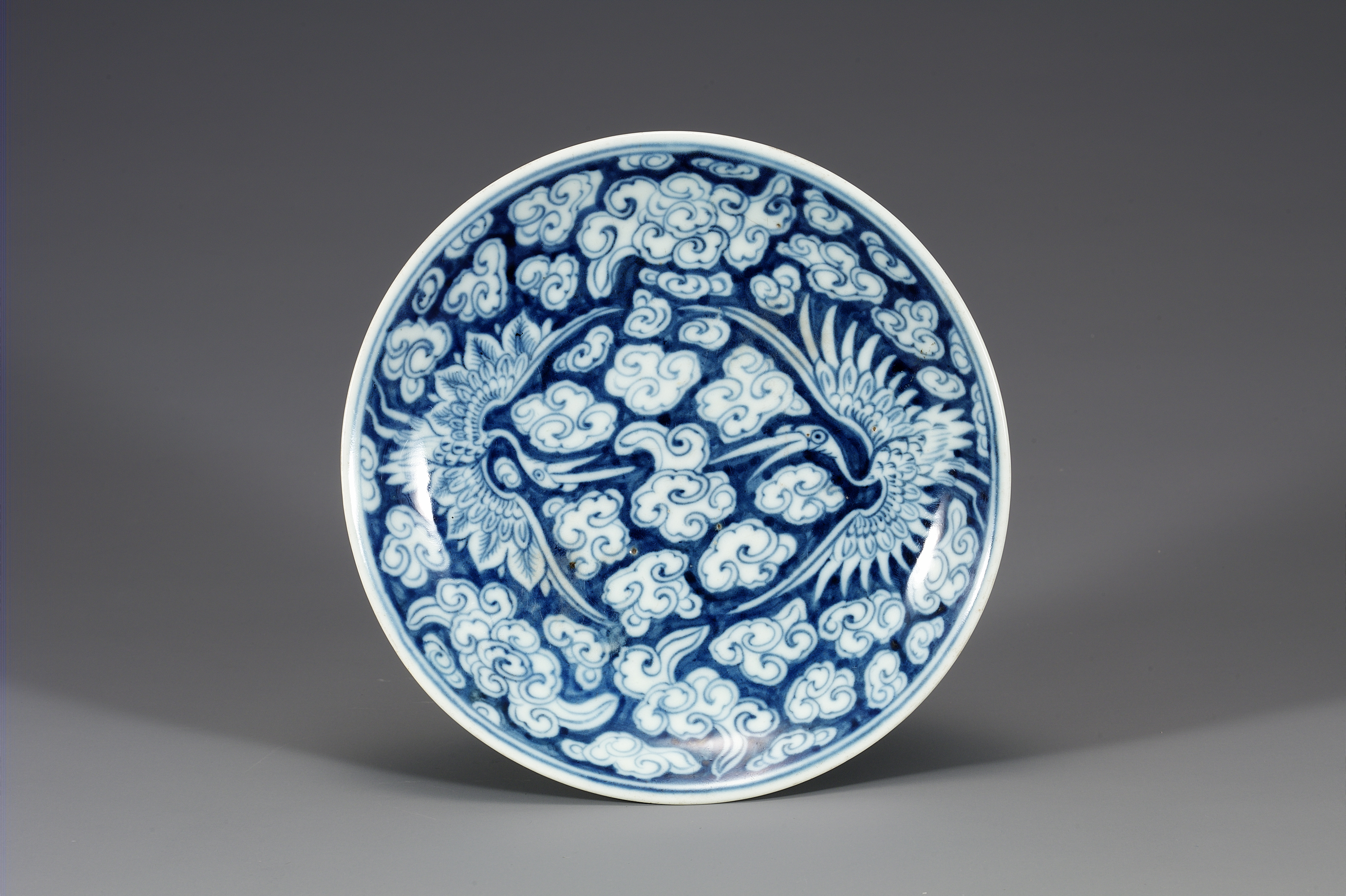
Plat en porcelaine bleu et blanc.

La porcelaine est une sorte de céramique fabriquée à partir de kaolin à haute température. Les premières céramiques en Chine sont apparues dans la dynastie Shang (vers 1600-1046 avant notre ère). La production de céramiques a jeté les bases de l'invention de la porcelaine. L'histoire de la porcelaine chinoise remonte à la dynastie Han (206 av. J.-C. - 220 ap. J.-C.). Sous la dynastie Tang, la porcelaine était divisée en céladon et porcelaine blanche. Sous la dynastie Song, Jingdezhen a été choisi comme centre royal de production de porcelaine et a commencé à produire de la porcelaine bleue et blanche.

##### Art chinois moderne
Après la fin de la dernière dynastie féodale en Chine, avec la montée du Mouvement pour la nouvelle culture, les artistes chinois ont commencé à être influencés par l'art occidental et ont commencé à l'intégrer dans la culture chinoise. Influencé par le jazz américain, le compositeur chinois Li Jinhui (connu comme le père de la musique pop chinoise) a commencé à créer et à promouvoir la musique populaire, qui a fait une énorme sensation. Au début du XXe siècle, la peinture à l'huile a été introduite en Chine, et de plus en plus de peintres chinois ont commencé à toucher aux techniques de peinture occidentales et à les combiner avec la peinture traditionnelle chinoise. Parallèlement, une nouvelle forme de peinture, la bande dessinée, a également commencé à se développer. Elle était populaire auprès de nombreuses personnes et est devenue le moyen le plus abordable de se divertir à l'époque.

### Art tibétain

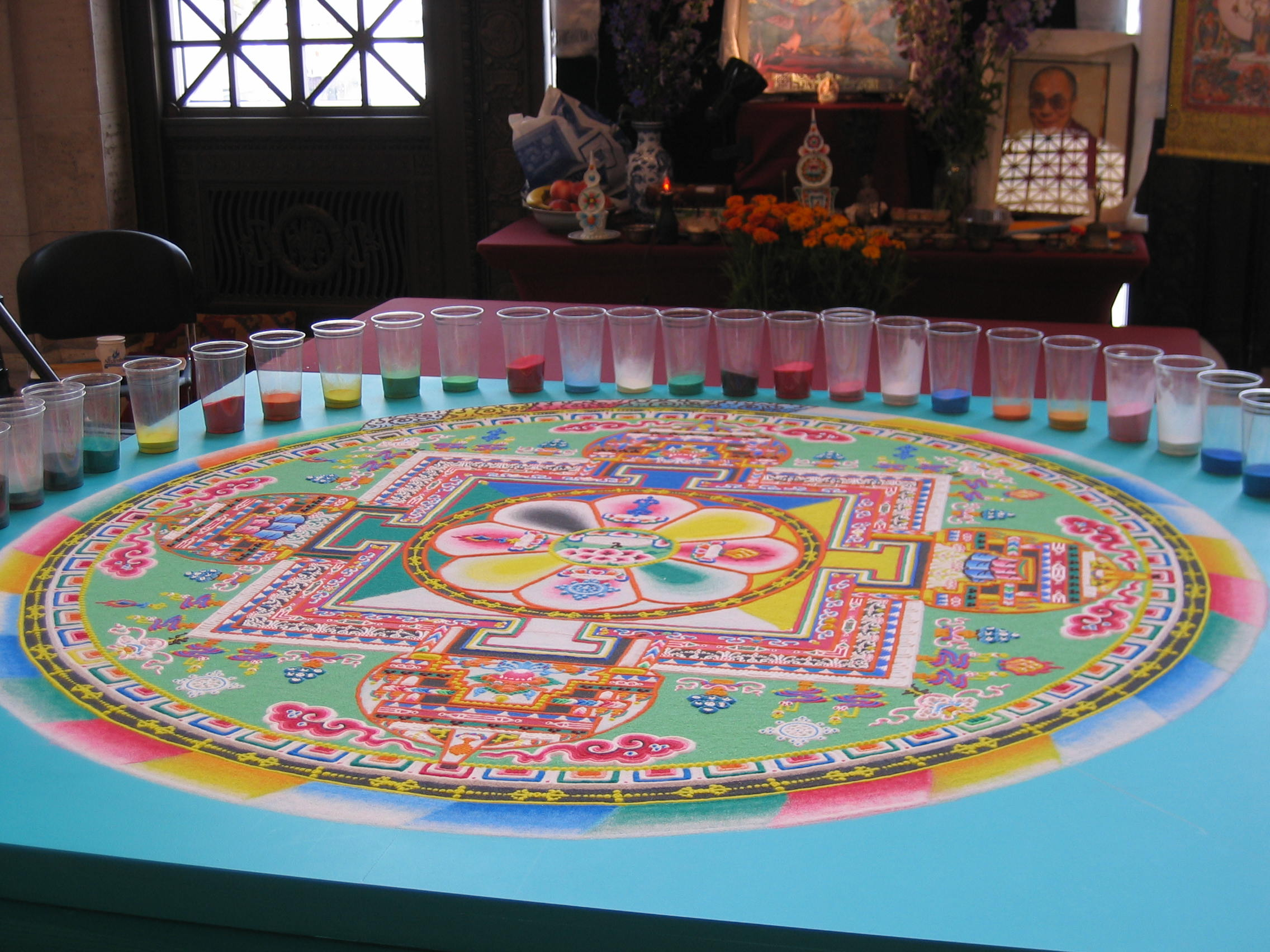
du bouddhisme tibétain avec les matériaux utilisés.

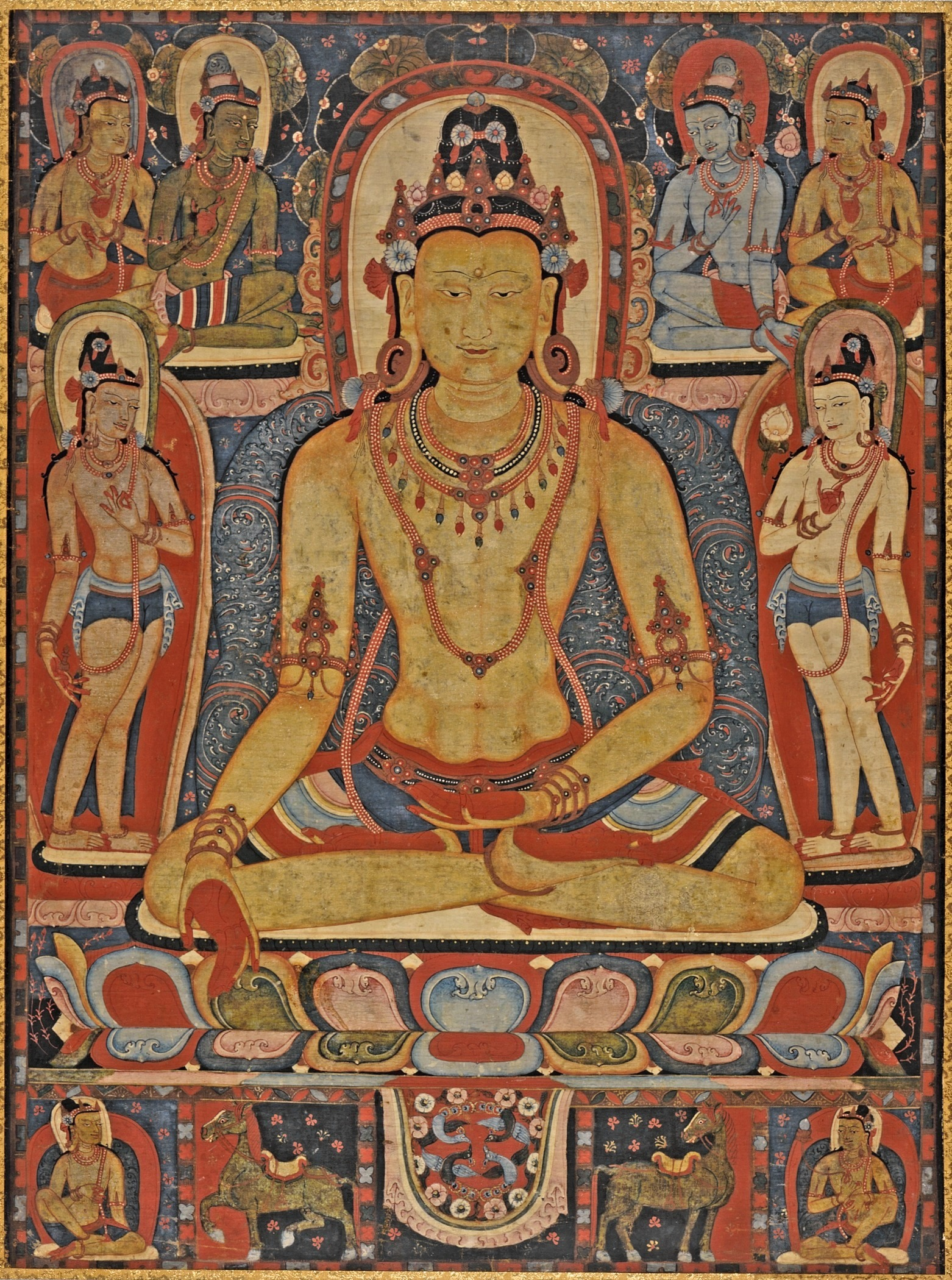
Jina Buddha Ratnasambhava, Tibet central, dans le monastère Kadampa (1150–1225).

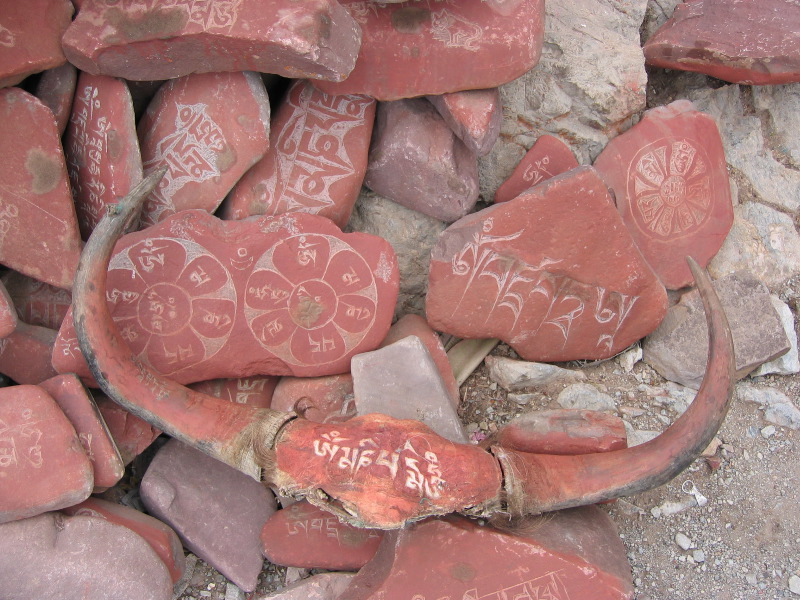
Au Tibet, de nombreux bouddhistes gravent des mantras sur des rochers en guise de dévotion.

L'art tibétain désigne l'art du Tibet (région autonome du Tibet en Chine) et des autres royaumes himalayens actuels et anciens (Bhoutan, Ladakh, Népal et Sikkim). L'art tibétain est avant tout une forme d'art sacré, reflétant l'influence prépondérante du bouddhisme tibétain sur ces cultures. Le mandala de sable (en) (tib. : kilkhor) est une tradition bouddhiste tibétaine qui symbolise la nature transitoire des choses. Dans le cadre du canon bouddhiste, toutes les choses matérielles sont considérées comme transitoires. Un mandala de sable en est un exemple, puisqu'une fois qu'il a été construit et que les cérémonies et les observations qui l'accompagnent sont terminées, il est systématiquement détruit.
Lorsque le bouddhisme mahāyāna est apparu comme une école distincte au IVe siècle av. J.-C., il a mis l'accent sur le rôle des bodhisattvas, des êtres compatissants qui renoncent à leur fuite personnelle vers le Nirvana afin d'aider les autres. Très tôt, divers bodhisattvas ont également été des sujets d'art statuaire. Le bouddhisme tibétain, en tant que descendant du bouddhisme mahāyāna, a hérité de cette tradition. Mais la présence dominante du bouddhisme vajrayāna (ou tantra de kalachakra) a peut-être eu une importance prépondérante dans la culture artistique. Un bodhisattva communément représenté dans l'art tibétain est la divinité Chenrezig (Avalokiteśvara), souvent représentée comme un saint à mille bras avec un œil au milieu de chaque main, représentant celui qui voit tout et qui entend nos demandes. Cette divinité peut également être considérée comme un Yidam, ou « Bouddha de la méditation » pour la pratique du vajrayāna.
Le bouddhisme tibétain contient le bouddhisme tantrique, également connu sous le nom de bouddhisme vajrayāna pour son symbolisme commun du vajra, le foudre en diamant (connu en tibétain sous le nom de dorje). La plupart de l'art bouddhiste tibétain typique peut être considéré comme faisant partie de la pratique du tantra. Les techniques du vajrayāna intègrent de nombreuses visualisations/imaginations pendant la méditation, et la plupart des arts tantriques élaborés peuvent être considérés comme des aides à ces visualisations, depuis les représentations de déités méditatives (yidams) jusqu'aux mandalas et à toutes sortes d'instruments rituels.
Un aspect visuel du bouddhisme tantrique est la représentation courante de divinités courroucées (en), souvent représentées par des visages en colère, des cercles de flammes ou des crânes de morts. Ces images représentent les protecteurs (en sanskrit dharmapala) et leur aspect effrayant dément leur véritable nature compatissante. En fait, leur colère représente leur dévouement à la protection de l'enseignement du dharma ainsi qu'à la protection des pratiques tantriques spécifiques pour empêcher la corruption ou la perturbation de la pratique. Ils sont surtout utilisés comme des aspects psychologiques courroucés qui peuvent être utilisés pour vaincre les attitudes négatives du pratiquant.
Les historiens notent que la peinture chinoise a eu une profonde influence sur la peinture tibétaine en général. À partir des XIVe et XVe siècles, celle-ci a incorporé de nombreux éléments de la première, et au cours du XVIIIe siècle, la peinture chinoise a eu un impact profond et étendu sur l'art visuel tibétain. Selon Giuseppe Tucci, à l'époque de la dynastie Qing, « un nouvel art tibétain s'est alors développé, qui, dans un certain sens, était un écho provincial de la préciosité ornementale lisse du XVIIIe siècle chinois ».

### Art japonais
L'art et l'architecture japonais sont des œuvres d'art produites au Japon depuis le début de l'occupation humaine dans ce pays, au cours du 10e millénaire avant J.-C., jusqu'à aujourd'hui. L'art japonais couvre un large éventail de styles et de supports artistiques, y compris la poterie ancienne, la sculpture sur bois et en bronze, la peinture à l'encre sur soie et papier, et une myriade d'autres types d'œuvres d'art, depuis les temps anciens jusqu'au XXIe siècle contemporain.
Cette forme d'art a connu une grande popularité dans la culture métropolitaine d'Edo (devenue l'actuelle Tokyo) au cours de la seconde moitié du XVIIe siècle, à partir des œuvres monochromes de Moronobu dans les années 1670. Au début, seule l'encre de Chine était utilisée, puis certaines estampes étaient colorées manuellement à l'aide d'un pinceau, mais au XVIIIe siècle, Suzuki Harunobu a développé la technique de l'impression polychrome pour produire des nishiki-e.

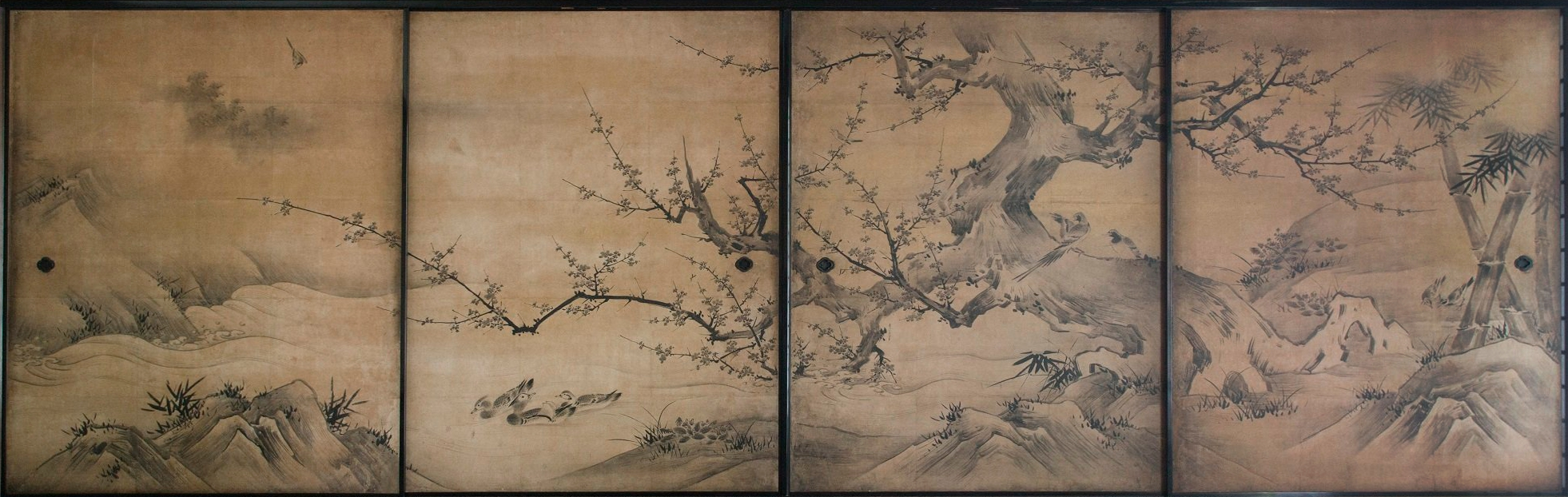
Quatre d'un ensemble de seize cloisons de chambre coulissantes (Oiseaux et fleurs des quatre saisons) réalisées pour un abbé japonais du XVIe siècle. Typiquement, pour les paysages japonais ultérieurs, l'accent est mis sur un élément au premier plan.

La peinture japonaise (絵画, Kaiga) est l'un des arts japonais les plus anciens et les plus raffinés, englobant une grande variété de genres et de styles. Comme l'histoire des arts japonais en général, l'histoire de la peinture japonaise est une longue histoire de synthèse et de compétition entre l'esthétique japonaise native et l'adaptation d'idées importées.
Les origines de la peinture au Japon remontent bien à la période préhistorique du Japon. On trouve des figures simples en bâton et des motifs géométriques sur des poteries de la période Jōmon et des cloches en bronze dōtaku de la période Yayoi (300 av. J.-C. - 300 ap. J.-C.). Des peintures murales aux motifs géométriques et figuratifs ont été découvertes dans de nombreux tumulus de la période Kofun (300-700).
La sculpture japonaise ancienne était principalement issue du culte des idoles du bouddhisme ou des rites animistes des divinités shintoïstes. Parmi tous les arts, c'est la sculpture qui s'est le plus ancrée dans le bouddhisme. Les matériaux traditionnellement utilisés étaient le métal — surtout le bronze — et, plus couramment, le bois, souvent laqué, doré ou peint en couleurs vives. À la fin de la période Tokugawa, cette sculpture traditionnelle — à l'exception des œuvres miniaturisées — avait largement disparu en raison de la perte du mécénat des temples bouddhistes et de la noblesse.
Ukiyo, qui signifie « monde flottant », fait référence à la jeune culture impétueuse qui s'est épanouie dans les centres urbains d'Edo, d'Osaka et de Kyoto, qui constituaient un monde en soi. Il s'agit d'une allusion ironique au terme homophone Monde douloureux (憂き世), le plan terrestre de la mort et de la renaissance dont les bouddhistes cherchaient à se libérer.

### Art coréen

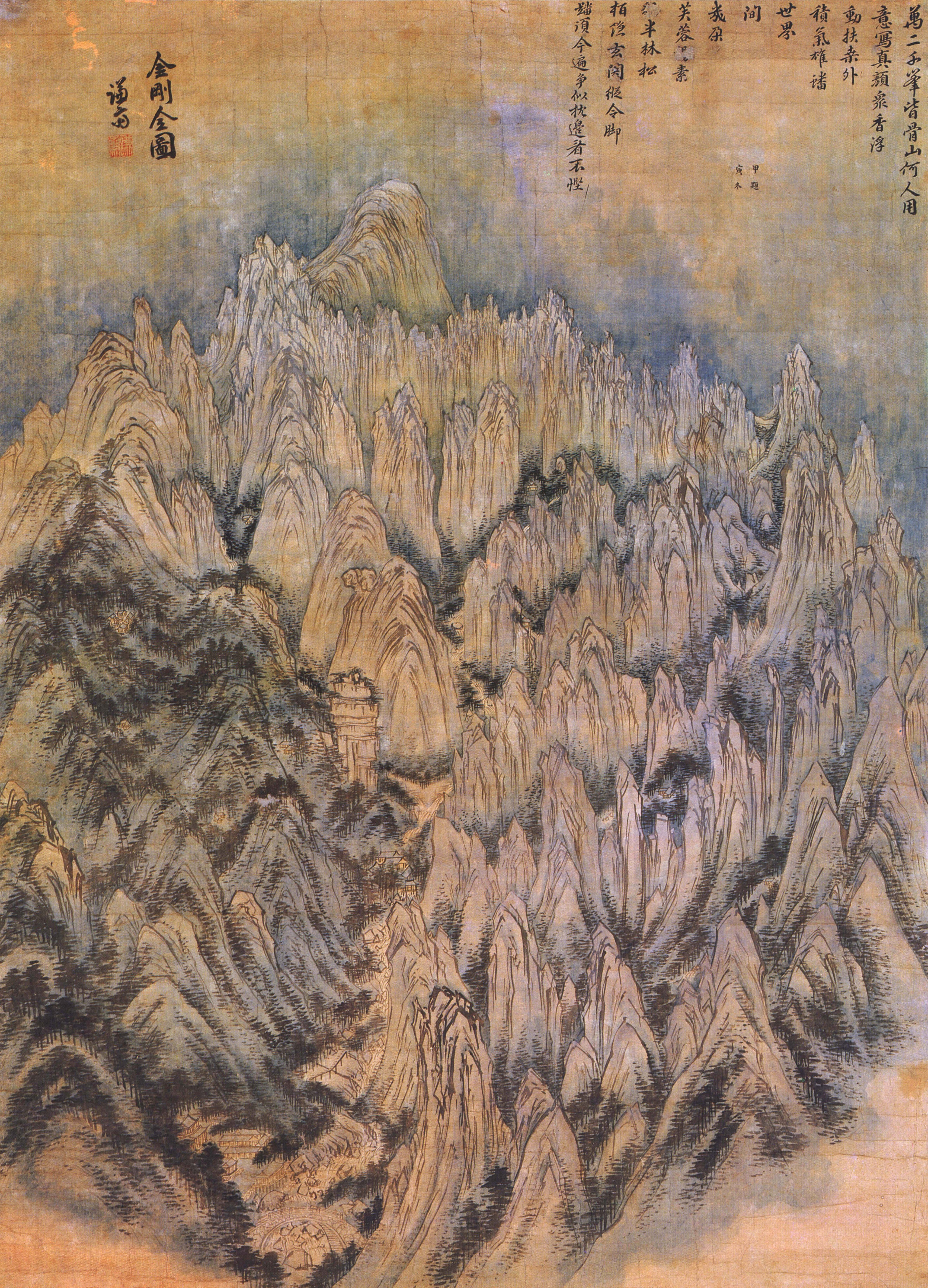
Jeong Seon, Vue générale du Mont Geumgang (금강전도, 金剛全圖), Corée, c. 1734.

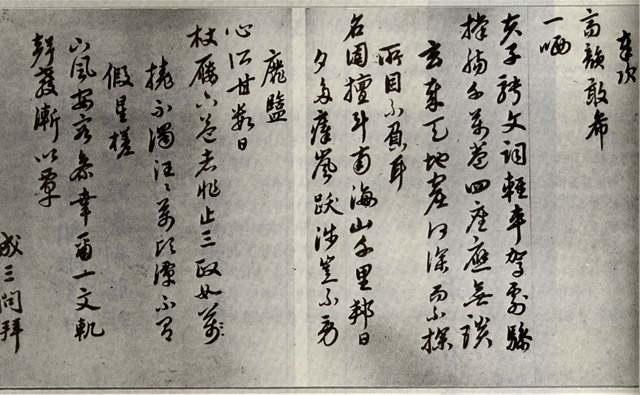
Calligraphie par l'érudit Seong Sam-mun (1418-1456).

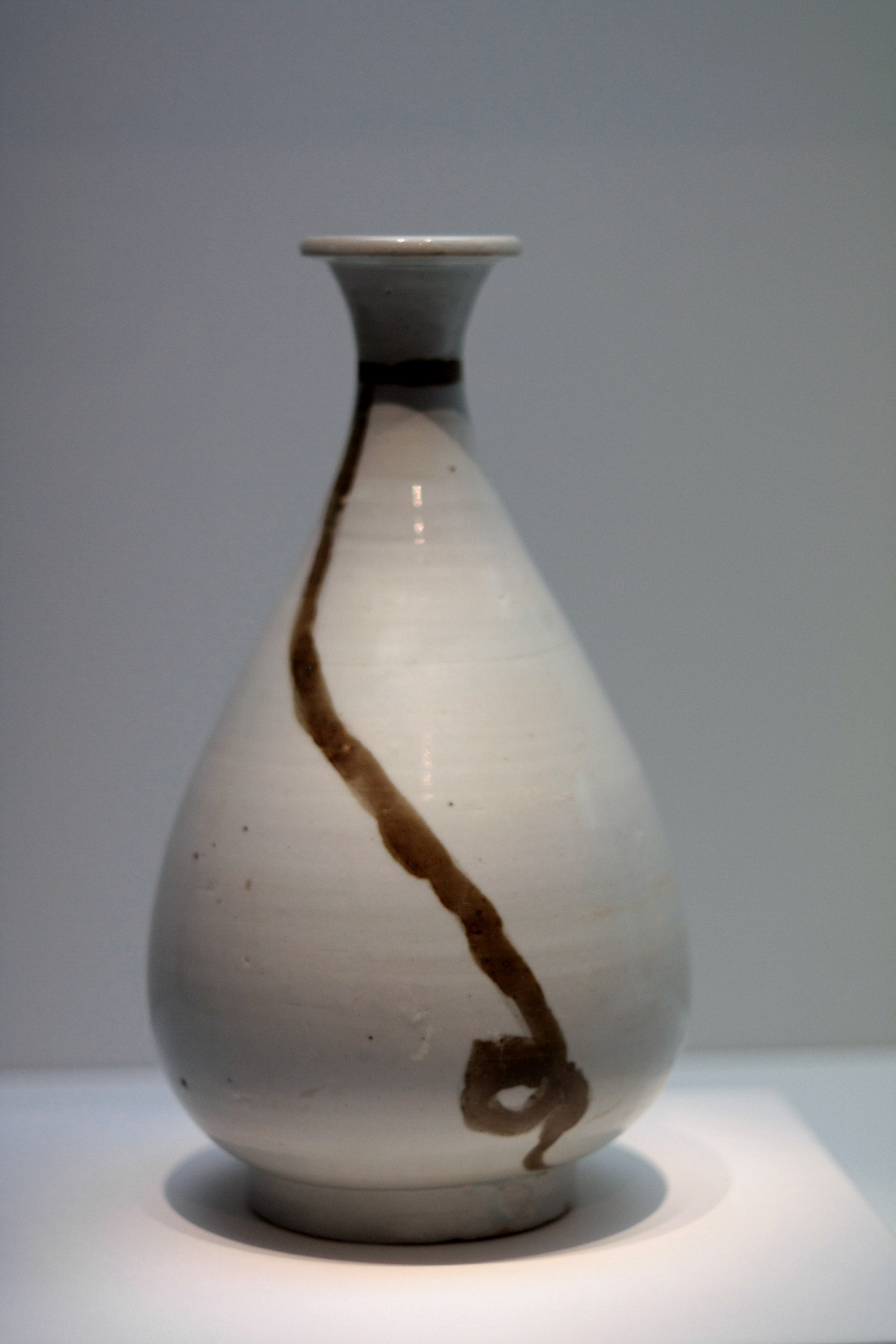
Bouteille, porcelaine blanche, décor au brun de fer sous couverte, H. 31.4 cm. XVIe siècle. Musée national de Corée. Trésor national No 1060.

L'art coréen se distingue par ses traditions en matière de poterie, de musique, de calligraphie, de peinture, de sculpture et d'autres genres, souvent marquées par l'utilisation de couleurs vives, de formes naturelles, de formes et d'échelles précises et de décorations de surface.
Bien qu'il existe des différences évidentes et distinctives entre trois cultures indépendantes, il existe des similitudes et des interactions significatives et historiques entre les arts de la Corée, de la Chine et du Japon.
L'étude et l'appréciation de l'art coréen en sont encore à un stade de formation en Occident. En raison de la position de la Corée entre la Chine et le Japon, la Corée était considérée comme un simple vecteur de la culture chinoise vers le Japon. Cependant, les chercheurs ont récemment commencé à reconnaître l'art et la culture uniques de la Corée, ainsi que le rôle important qu'elle a joué non seulement en transmettant la culture chinoise, mais aussi en l'assimilant et en créant une culture unique en son genre.
En général, l'histoire de la peinture coréenne est datée d'environ l'an 108, date à laquelle elle apparaît pour la première fois comme une forme indépendante. Entre cette époque et les peintures et fresques qui apparaissent sur les tombes de la dynastie Goryeo, il y a eu peu de recherches. Il suffit de dire que jusqu'à la dynastie Joseon, la principale influence était la peinture chinoise, mais avec des paysages, des traits de visage et des sujets bouddhistes coréens, et un accent sur l'observation céleste, conformément au développement rapide de l'astronomie coréenne.
Tout au long de l'histoire de la peinture coréenne, il y a eu une séparation constante entre, d'une part, les œuvres monochromes réalisées au pinceau noir sur du papier ou de la soie, très souvent de couleur mûre, et, d'autre part, l'art populaire coloré ou min-hwa, les arts rituels, les peintures de tombes et les arts des festivals qui faisaient un usage intensif de la couleur.
Cette distinction était souvent fondée sur la classe sociale : les érudits, en particulier dans l'art confucéen (en), estimaient que l'on pouvait voir la couleur dans les peintures monochromes à l'intérieur des gradations et pensaient que l'utilisation réelle de la couleur rendait les peintures grossières et limitait l'imagination. L'art folklorique coréen et la peinture des cadres architecturaux étaient considérés comme des moyens d'égayer certains cadres extérieurs en bois, et encore une fois dans la tradition de l'architecture chinoise, et les premières influences bouddhistes de thalo riche et abondant et de couleurs primaires inspirées de l'art de l'Inde.
Art contemporain en Corée : Le premier exemple de peinture à l'huile de style occidental dans l'art coréen se trouve dans les autoportraits de l'artiste coréen Go Hui-dong (en) (ou Ko Hu i-dong, 1886-1965). Seuls trois de ces travaux subsistent encore aujourd'hui. Ces autoportraits transmettent une compréhension du médium qui va bien au-delà de l'affirmation de la différence stylistique et culturelle. au début du XXe siècle, la décision de peindre à l'huile et sur toile en Corée avait deux interprétations différentes. La première était un sentiment d'illumination dû aux idées et aux styles artistiques occidentaux. Cette illumination est issue d'un mouvement intellectuel des XVIIe et XVIIIe siècles. Ko avait peint avec cette méthode pendant la période d'annexion de la Corée par le Japon. À cette époque, beaucoup ont affirmé que son art pouvait être politique, mais il a lui-même déclaré qu'il était un artiste et non un politicien. Ko a déclaré : « Alors que j'étais à Tokyo, une chose très curieuse s'est produite. À cette époque, il y avait moins de cent étudiants coréens à Tokyo. Nous buvions tous le nouvel air et nous nous lancions dans de nouvelles études, mais certains se sont moqués de mon choix d'étudier l'art. Un ami proche a dit que ce n'était pas bien pour moi d'étudier la peinture à une époque comme celle-ci. »
La poterie coréenne a été reconnue dès 6000 avant notre ère. Cette poterie était également appelée poterie à motifs de peigne en raison des lignes décoratives gravées à l'extérieur. Les premières sociétés coréennes dépendaient principalement de la pêche. Elles utilisaient donc la poterie pour stocker le poisson et d'autres objets recueillis dans l'océan, comme les coquillages. La poterie présentait deux grandes distinctions régionales. Celles de la côte est avaient tendance à avoir une base plate, tandis que les poteries de la côte sud avaient une base ronde.

## Art d'Asie du Sud

### Art pakistanais
L'art pakistanais a une longue tradition et une longue histoire. Il se compose de diverses formes d'art, notamment la peinture, la sculpture, la calligraphie, la poterie et les arts textiles tels que la soie tissée. Géographiquement, il fait partie de l'art du sous-continent indien, y compris ce qui est aujourd'hui le Pakistan.

### Art bouddhique

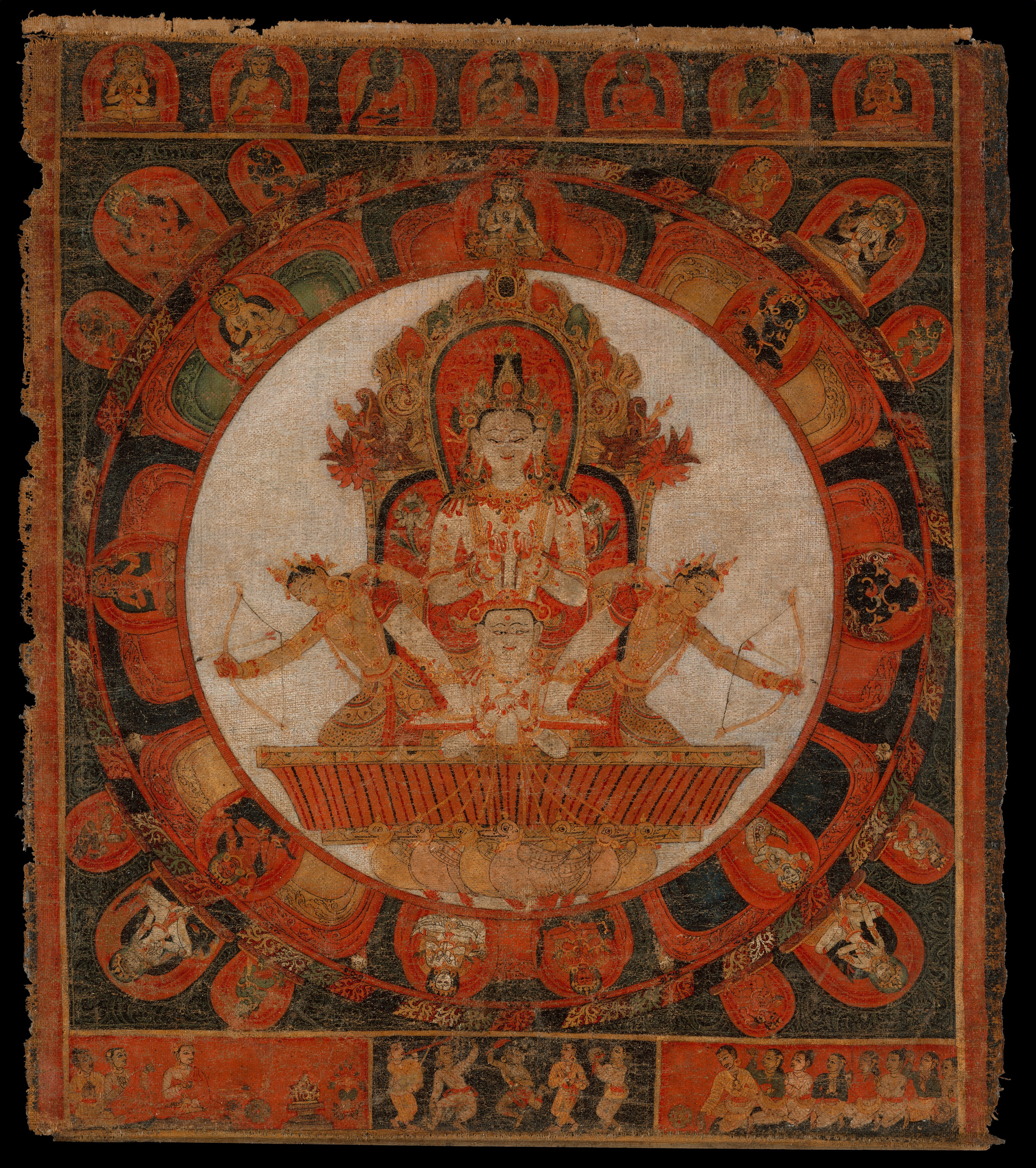
Mandala de Chandra, Dieu de la Lune, vallée de Kathmandou, Népal (Metropolitan Museum of Art).

L'art bouddhique est né dans le sous-continent indien dans les siècles qui ont suivi la vie du Bouddha historique Gautama, entre le VIe et le Ve siècle av. J.-C., avant d'évoluer au contact d'autres cultures et de se diffuser dans le reste de l'Asie et dans le monde. L'art bouddhique a voyagé avec les croyants à mesure que le dharma se répandait, s'adaptait et évoluait dans chaque nouveau pays d'accueil. Il s'est développé au nord à travers l'Asie centrale et en Asie de l'Est pour former la branche nord de l'art bouddhique, et à l'est jusqu'à l'Asie du Sud-Est pour former la branche sud de l'art bouddhique. En Inde, l'art bouddhique s'est épanoui et a même influencé le développement de l'art hindou, jusqu'à ce que le bouddhisme disparaisse presque complètement en Inde vers le 10e siècle de notre ère, en partie à cause de l'expansion vigoureuse de l'islam aux côtés de l'hindouisme.
Un dispositif visuel commun dans l'art bouddhiste est le mandala. Du point de vue du spectateur, il représente schématiquement l'univers idéal,. Dans diverses traditions spirituelles, les mandalas peuvent être utilisés pour focaliser l'attention des aspirants et des adeptes, comme outil d'enseignement spirituel, pour établir un espace sacré et comme aide à la méditation et à l'induction de transe. Sa nature symbolique peut aider à « accéder à des niveaux de plus en plus profonds de l'inconscient, aidant finalement le méditant à éprouver un sentiment mystique d'unité avec l'unité ultime d'où surgit le cosmos dans toutes ses formes multiples ». Le psychanalyste Carl Jung considérait le mandala comme « une représentation du centre du moi inconscient » et pensait que ses peintures de mandalas lui permettaient d'identifier les troubles émotionnels et de travailler à la complétude de la personnalité.

### Art bhoutanais

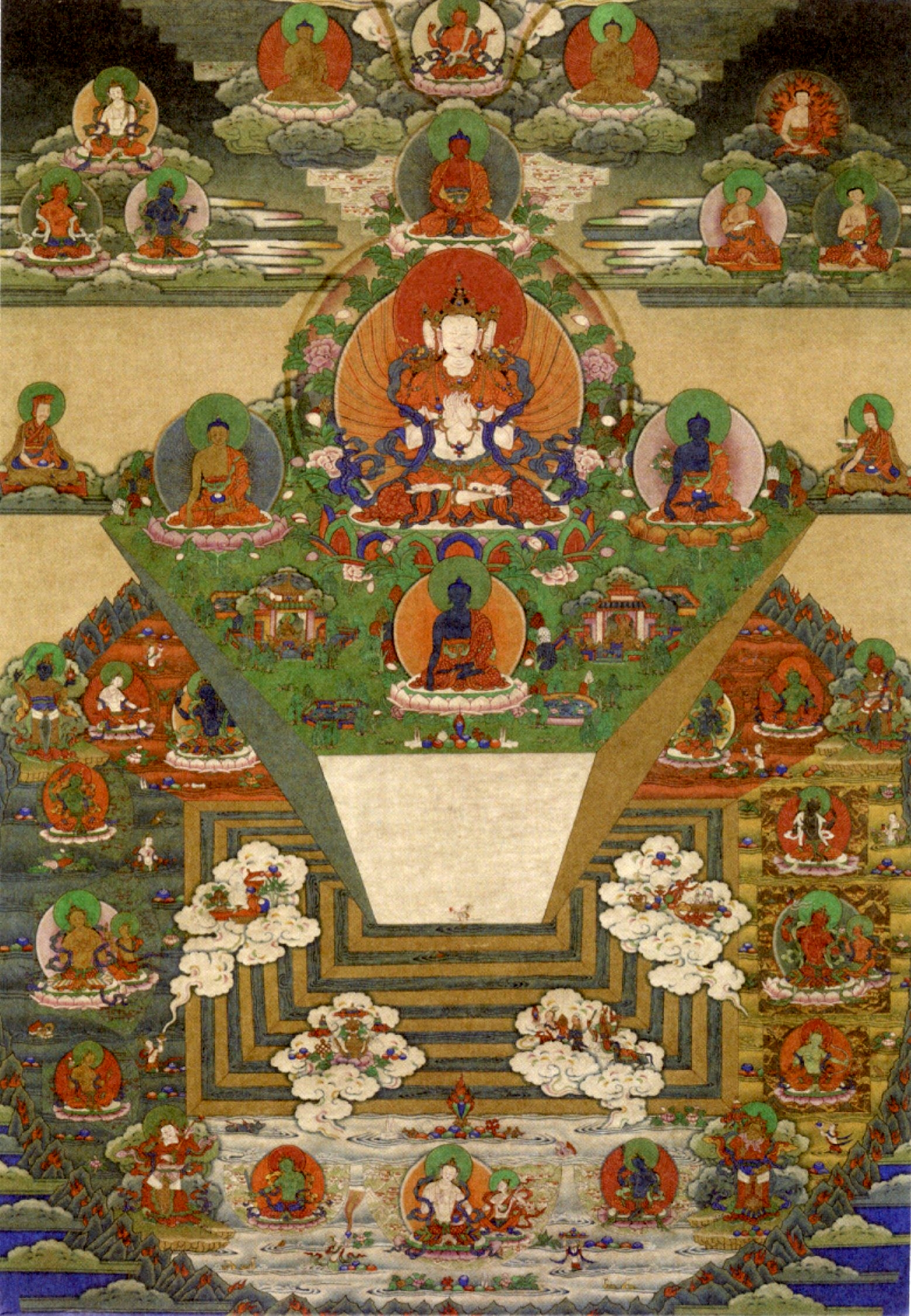
Thangka bhoutanaise du Mont Meru et de l'univers bouddhiste, XIXe siècle, Trongsa Dzong.

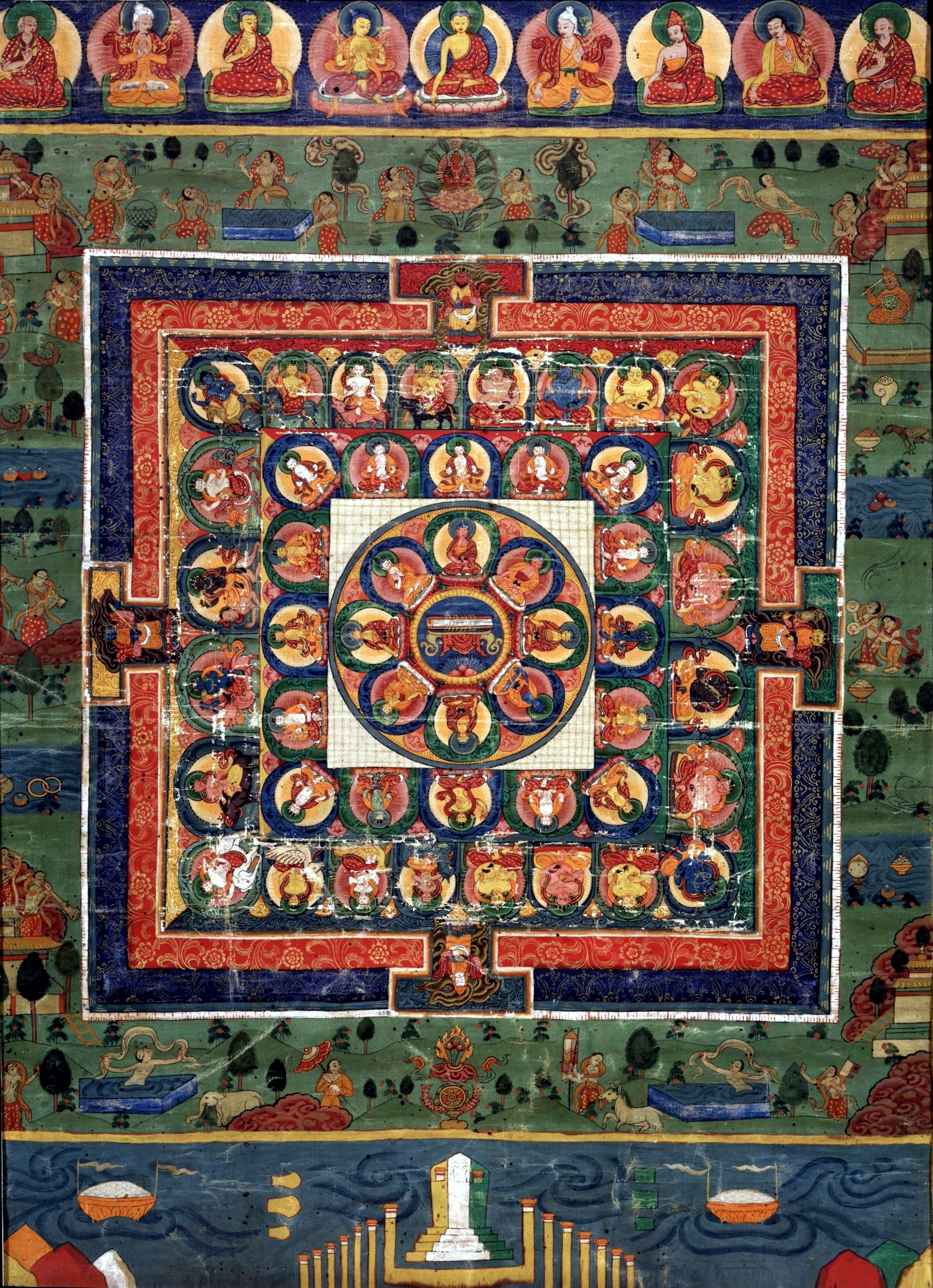
Mandala peint du Bouddha de la médecine bhoutanais avec la déesse Prajnaparamita au centre, XIXe siècle, Rubin Museum of Art.

L'art bhoutanais est similaire à l'art du Tibet. Tous deux sont basés sur le bouddhisme vajrayāna, avec son panthéon d'êtres divins.
Les principaux ordres du bouddhisme au Bhoutan sont le Drukpa Kagyu et le Nyingmapa. Le premier est une branche de l'école Kagyu et est connu pour ses peintures retraçant la lignée des maîtres bouddhistes et des 70 Je Khenpo (dirigeants de l'établissement monastique bhoutanais). L'ordre Nyingma est connu pour ses images de Padmasambhava, à qui l'on attribue l'introduction du bouddhisme au Bhoutan au VIIe siècle. Selon la légende, Padmasambhava a caché des trésors sacrés pour que les futurs maîtres bouddhistes, notamment Péma Lingpa, les trouvent. Les chercheurs de trésors (tertön) sont également des sujets fréquents de l'art Nyingma.
Chaque être divin se voit attribuer des formes, des couleurs et/ou des objets spécifiques, tels que le lotus, la conque, la foudre et la sébile. Toutes les images sacrées sont fabriquées selon des spécifications exactes qui sont restées remarquablement inchangées depuis des siècles.
L'art bhoutanais est particulièrement riche en bronzes de différentes sortes qui sont collectivement connus sous le nom de Kham-so (fabriqué au Kham) bien qu'ils soient fabriqués au Bhoutan, car la technique de fabrication a été importée à l'origine de la province orientale du Tibet appelée Kham. Les peintures murales et les sculptures, dans ces régions, sont formulées sur les principaux idéaux sans âge des formes d'art bouddhique. Même si l'accent mis sur les détails est dérivé de modèles tibétains, on peut facilement discerner leurs origines, malgré les vêtements abondamment brodés et les ornements scintillants dont ces figures sont somptueusement recouvertes. Dans le monde grotesque des démons, les artistes avaient apparemment une plus grande liberté d'action que lorsqu'ils modélisaient des images d'êtres divins.
Les arts et l'artisanat du Bhoutan qui représentent l'« esprit et l'identité exclusifs du royaume himalayen » sont définis comme l'art du Zorig Chosum, qui signifie les « treize arts et métiers du Bhoutan » ; les treize métiers sont :
- Dezo - Fabrication du papier : papier artisanal fabriqué principalement à partir de la plante Daphne et de la gomme d'une racine de grimpereau.
- Dozo - Travail de la pierre : les arts de la pierre sont utilisés dans la construction des bassins en pierre et des murs extérieurs des dzongs, gompas, stūpas et de certains autres bâtiments.
- Garzo - Forge : la fabrication de produits en fer, tels que les outils agricoles, les couteaux, les épées et les ustensiles.
- Jinzo - Arts de la terre : la fabrication de statues religieuses et d'objets rituels, la poterie et la construction de bâtiments à l'aide de mortier, de plâtre et de terre battue.
- Lhazo - Peinture : des images sur les thangkas, les peintures murales et les statues aux décorations sur les meubles et les cadres de fenêtres.
- Lugzo - Moulage du bronze : production de crêtes de toit, de statues, de cloches et d'instruments rituels en bronze, ainsi que de bijoux et d'articles ménagers à l'aide de la fonte au sable et de la fonte à la cire perdue. Les statues de plus grande taille sont réalisées par repoussé.
- Parzo - Sculpture sur bois, ardoise et pierre : en bois, en ardoise ou en pierre, pour la fabrication d'objets tels que des blocs d'impression de textes religieux, des masques, des meubles, des autels et les images en ardoise qui ornent de nombreux sanctuaires et autels.
- Shagzo - Tournage de bois : fabrication d'une variété de bols, d'assiettes, de tasses et d'autres récipients.
- Shingzo - Travail du bois : employés dans la construction de dzongs et de gompas.
- Thagzo - Le tissage : la production de certains des tissus les plus complexes produits en Asie.
- Trözo - Orfèvrerie : travail de l'or, de l'argent et du cuivre pour fabriquer des bijoux, des objets rituels et des articles ménagers utilitaires.
- Tshazo - Le travail de la canne et du bambou : la production d'articles aussi variés que des arcs et des flèches, des paniers, des récipients pour boissons, des ustensiles, des instruments de musique, des clôtures et des nattes.
- Tshemazo – Travail à l'aiguille : Travail à l'aiguille et au fil pour confectionner des vêtements, des bottes ou les thangkas les plus complexes en appliqué inversé.

L'institut Zorig Chosum de Thimphou est la première institution d'arts et d'artisanat traditionnels créée par le gouvernement du Bhoutan dans le seul but de préserver la richesse de la culture et des traditions du Bhoutan et de former les étudiants à toutes les formes d'art traditionnel. Il existe une autre institution similaire dans l'est du Bhoutan, appelée Trashi Yangtse. La vie rurale bhoutanaise est également présentée dans le Musée du patrimoine folklorique (en) de Thimphou. Il existe également un Atelier d'artistes bénévoles à Thimphou pour encourager et promouvoir les formes d'art parmi les jeunes de Thimphou.

### Art indien

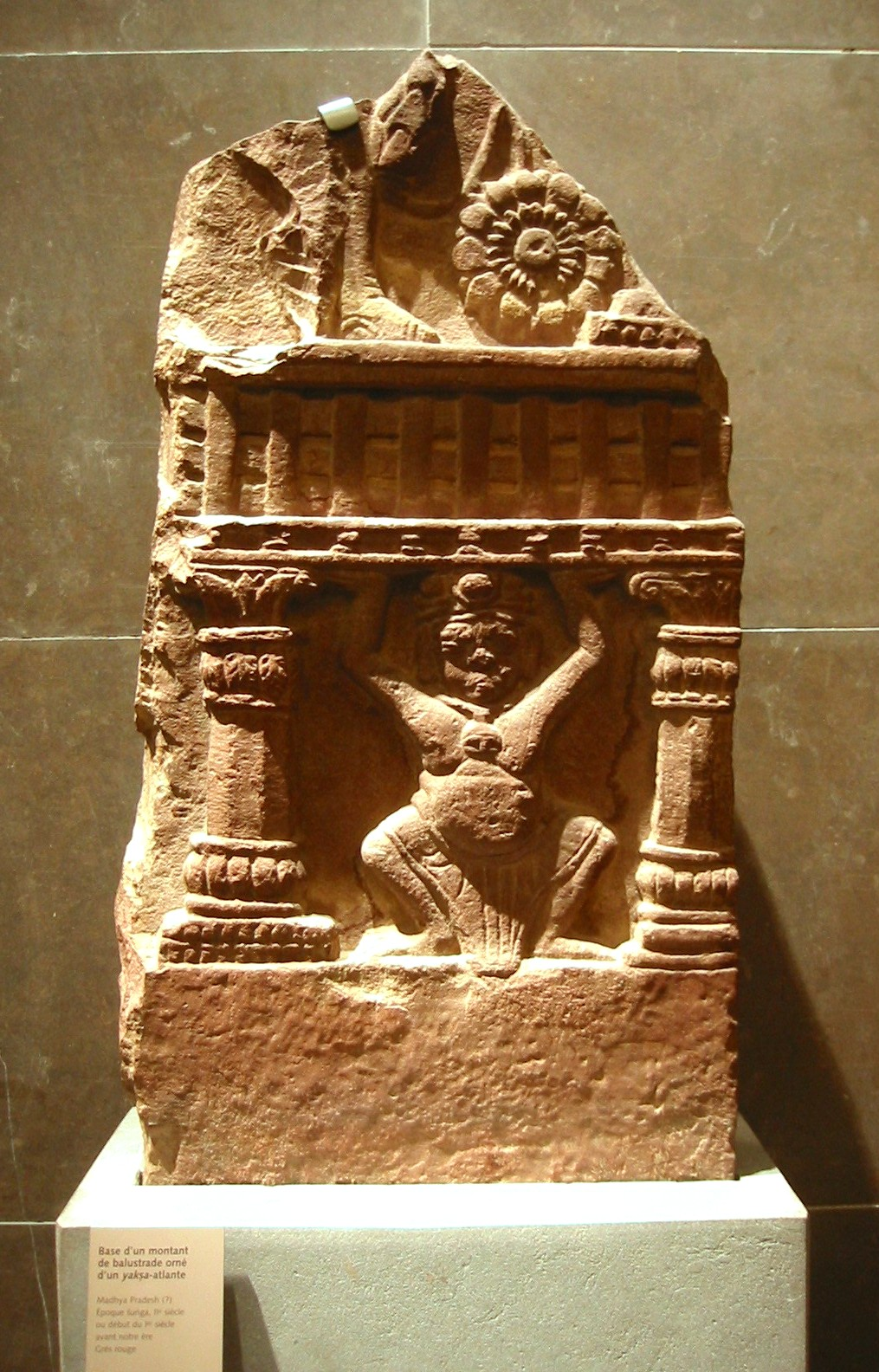
Yaksha tenant une balustrade, Madhya Pradesh, Inde, période Shunga (avant notre ère). Musée national des Arts asiatiques - Guimet.

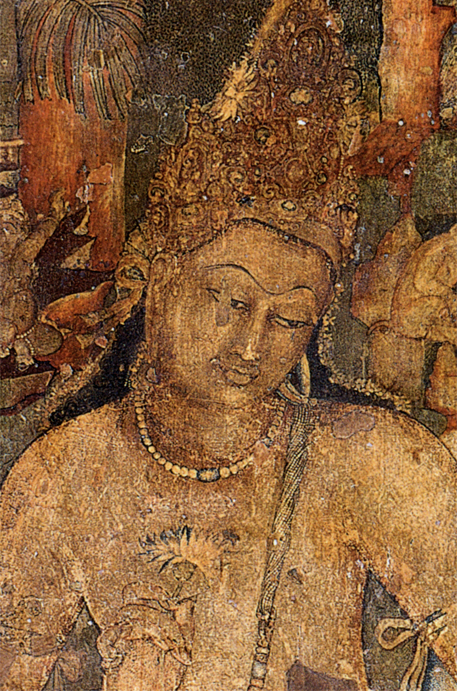
Fresque des grottes d'Ajantâ, c. 450–500.

L'art indien peut être classé en périodes spécifiques, chacune reflétant certains développements religieux, politiques et culturels. Les exemples les plus anciens sont les pétroglyphes, tels que ceux trouvés à Bhimbetka, dont certains datent d'avant 5500 avant Jésus-Christ. La production de ces œuvres s'est poursuivie pendant plusieurs millénaires.
L'art de la civilisation de la vallée de l'Indus a suivi. Parmi les exemples ultérieurs, citons les piliers sculptés d'Ellorâ, dans l'État du Maharashtra. D'autres exemples sont les fresques des grottes d'Ajantâ et d'Ellorâ.
Les contributions de l'empire moghol à l'art indien comprennent la peinture moghole, un style de peinture en miniature fortement influencé par les miniatures persanes, et l'architecture moghole.
Pendant le Raj britannique, la peinture indienne moderne (en) est née de la combinaison des styles traditionnels indiens et européens. Ravi Varmâ est un pionnier de cette période. L'école d'art du Bengale s'est développée pendant cette période, sous l'impulsion d'Abanîndranâth Tagore, Gaganendranath Tagore (en), Jamini Roy, Mukul Dey et Nandalal Bose.
L'une des formes d'art les plus populaires en Inde s'appelle Rangoli. Il s'agit d'une forme de décoration par peinture au sable qui utilise de la poudre blanche finement moulue et des couleurs, et qui est couramment utilisée à l'extérieur des maisons en Inde.
Les arts visuels (sculpture, peinture et architecture) sont étroitement liés aux arts non visuels. Selon Kapila Vatsyayan (en), « l'architecture, la sculpture, la peinture, la littérature (kaavya), la musique et la danse indiennes classiques ont évolué selon leurs propres règles conditionnées par leurs supports respectifs, mais elles partageaient entre elles non seulement les croyances spirituelles sous-jacentes de l'esprit religio-philosophe indien, mais aussi les procédures par lesquelles les relations du symbole et des états spirituels étaient élaborées en détail ».
La compréhension des qualités uniques de l'art indien passe par la compréhension de la pensée philosophique, de l'histoire culturelle générale et du contexte social, religieux et politique des œuvres d'art.
Périodes spécifiques :
- Hindouisme et bouddhisme de la période antique (3500 avant J.-C. - aujourd'hui)
- L'ascension islamique (712-1757)
- La période coloniale (1757-1947)
- L'art moderne et postmoderne en Inde
- L'indépendance et la période postcoloniale (Post-1947)

### Art népalais
La culture traditionnelle (en) ancienne et raffinée de Katmandou, et d'ailleurs de tout le Népal, est une rencontre ininterrompue et exceptionnelle entre les éthiques hindoues et bouddhistes pratiquées par ses habitants très religieux. Elle a également intégré dans son giron la diversité culturelle offerte par d'autres religions telles que le jaïnisme, l'islam et le christianisme.

## Art d'Asie du Sud-Est

### Art du Cambodge

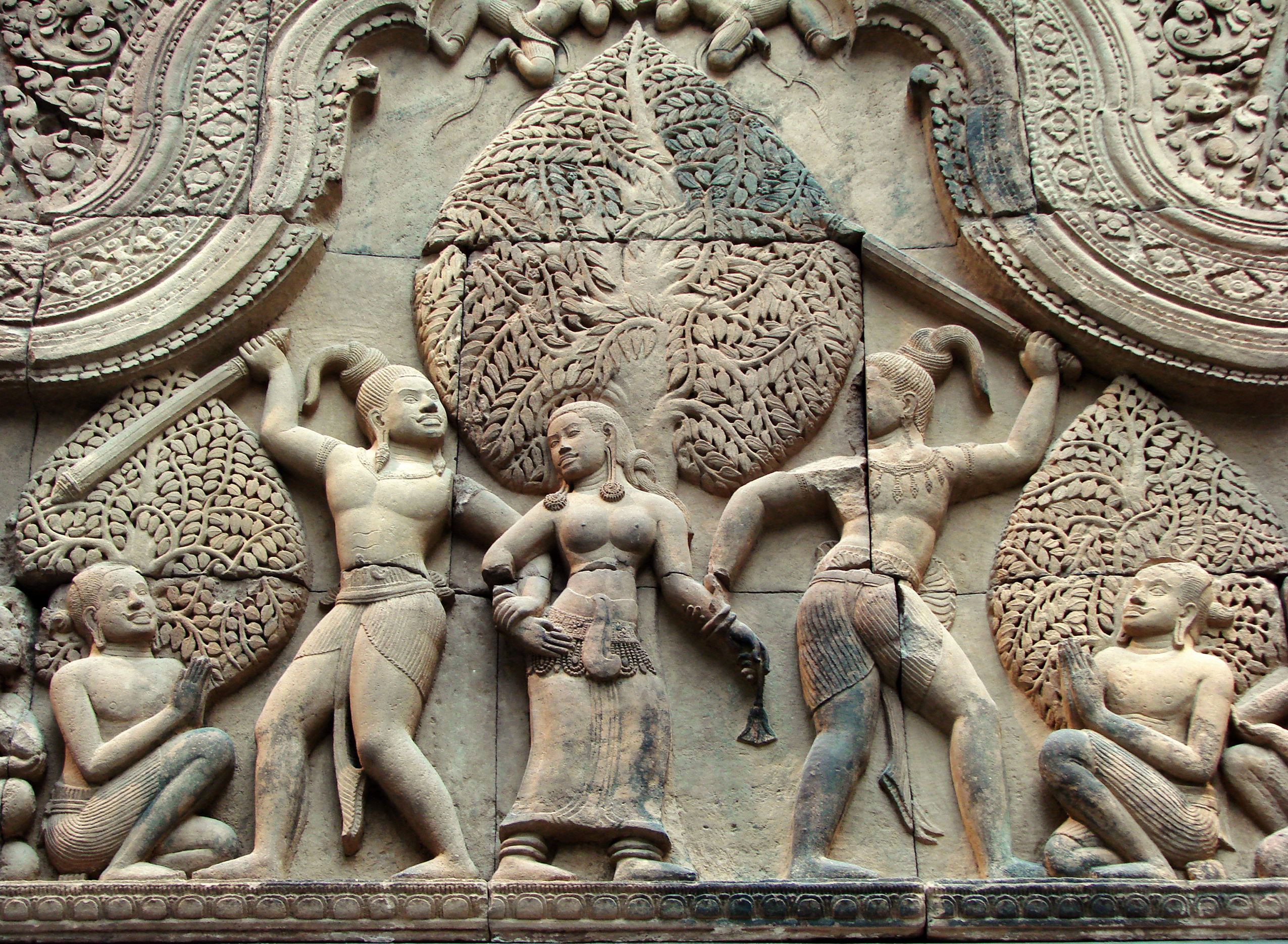
Sculpture sur pierre à Banteay Srei (Angkor).

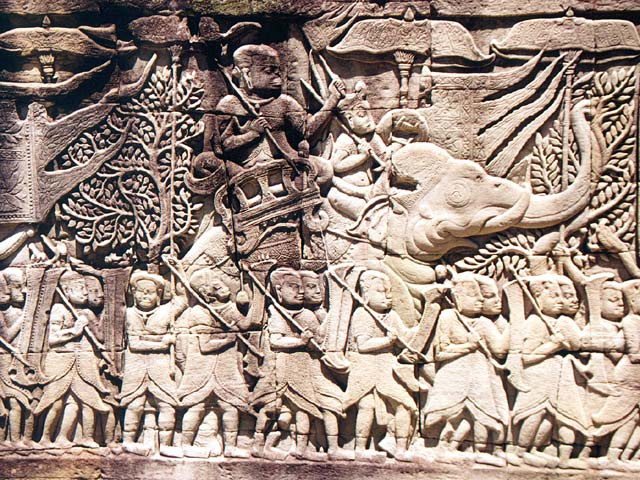
Bas-relief en pierre du temple de Bayon représentant l'armée khmère en guerre contre les Chams, sculpté vers l'an 1200.

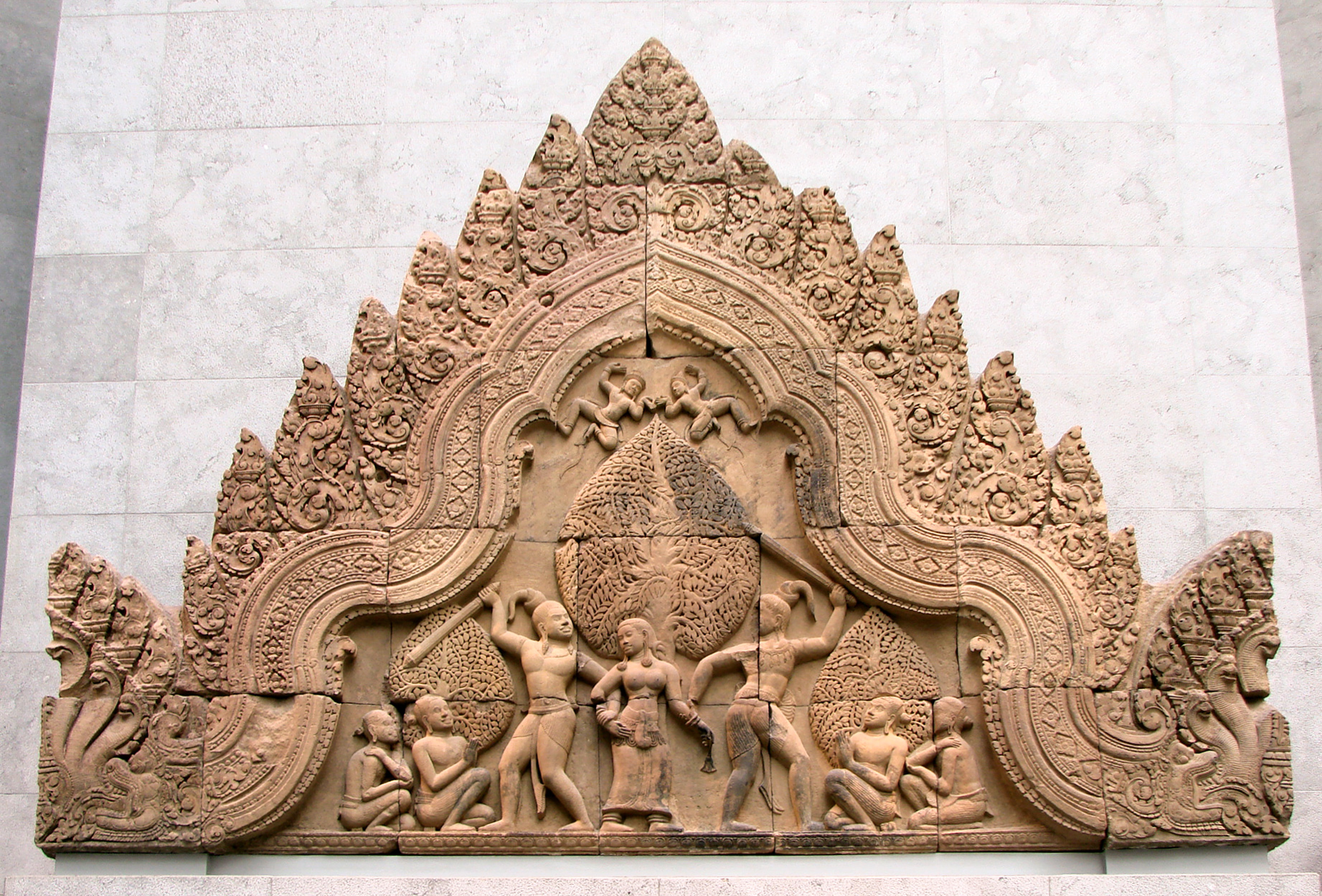
Relief d'Angkor au musée Guimet.

L'art cambodgien et la culture cambodgienne ont une histoire riche et variée qui remonte à plusieurs siècles et ont été fortement influencés par l'Inde. À son tour, le Cambodge a grandement influencé la Thaïlande, le Laos et vice versa. Tout au long de la longue histoire du Cambodge, une source d'inspiration majeure a été la religion. Pendant près de deux millénaires, les Cambodgiens ont développé une croyance khmère unique à partir du syncrétisme des croyances animistes indigènes et des religions indiennes du bouddhisme et de l'hindouisme. La culture et la civilisation indiennes, y compris leur langue et leurs arts, ont atteint l'Asie du Sud-Est continentale aux alentours du Ier siècle de notre ère. On pense généralement que les marchands maritimes ont introduit les coutumes et la culture indiennes dans les ports du golfe de Thaïlande et du Pacifique lors de leurs échanges avec la Chine. Le premier État à en bénéficier fut le Fou-nan. À diverses époques, la culture cambodgienne a également absorbé des éléments des cultures javanaise, chinoise, laotienne et thaïlandaise.
L'histoire des arts visuels du Cambodge remonte à des siècles d'artisanat ancien ; l'art khmer a atteint son apogée durant la période d'Angkor. Les arts et l'artisanat traditionnels cambodgiens comprennent les textiles, le tissage non textile, l'orfèvrerie, la sculpture sur pierre, la laque, la céramique, les peintures murales wat et la fabrication de cerfs-volants.
À partir du milieu du XXe siècle, une tradition d'art moderne a vu le jour au Cambodge, bien qu'à la fin du XXe siècle, les arts traditionnels et modernes aient décliné pour plusieurs raisons, notamment le meurtre d'artistes par les Khmers rouges. Le pays a connu un récent renouveau artistique grâce au soutien accru des gouvernements, des ONG et des touristes étrangers.
La sculpture khmère (en) désigne la sculpture sur pierre de l'empire khmer, qui a régné sur un territoire basé sur le Cambodge moderne, mais plutôt plus vaste, du IXe au XIIIe siècle. Les exemples les plus célèbres se trouvent à Angkor, qui était le siège de l'empire.
Au VIIe siècle, la sculpture khmère commence à s'éloigner de ses influences hindoues — pré-Gupta pour les figures bouddhiques, Pallava pour les figures hindoues — et par une évolution stylistique constante, elle en vient à développer sa propre originalité, qui au Xe siècle peut être considérée comme complète et absolue. La sculpture khmère dépasse bientôt la représentation religieuse, qui devient presque un prétexte pour représenter des personnages de cour sous les traits de dieux et de déesses. Mais en outre, il en vient aussi à constituer un moyen et une fin en soi pour l'exécution de raffinements stylistiques, comme une sorte de banc d'essai. Nous avons déjà vu comment le contexte social du royaume khmer fournit une deuxième clé pour comprendre cet art. Mais on peut aussi imaginer qu'à un niveau plus exclusif, de petits groupes d'intellectuels et d'artistes étaient à l'œuvre, rivalisant de maîtrise et de raffinement dans la poursuite d'une hypothétique perfection de style.
Les dieux que l'on retrouve dans la sculpture khmère sont ceux des deux grandes religions de l'Inde, le bouddhisme et l'hindouisme. Et ils sont toujours représentés avec une grande précision iconographique, ce qui indique clairement que des prêtres érudits ont supervisé l'exécution des œuvres. Néanmoins, contrairement aux images hindoues qui répètent un stéréotype idéalisé, ces images sont traitées avec beaucoup de réalisme et d'originalité car elles représentent des modèles vivants : le roi et sa cour. La véritable fonction sociale de l'art khmer était, en fait, la glorification de l'aristocratie à travers ces images des dieux incarnés par les princes. En fait, le culte du deva-raja a nécessité le développement d'un art éminemment aristocratique dans lequel le peuple était censé voir la preuve tangible de la divinité du souverain, tandis que l'aristocratie prenait plaisir à se voir - sous une forme idéalisée, il est vrai - immortalisée dans la splendeur d'ornements complexes, de robes élégantes et de bijoux extravagants.
Les sculptures sont d'admirables images de dieux, de présences royales et imposantes, non dénuées de sensualité féminine, qui nous font penser à des personnages importants de la cour, des personnes au pouvoir considérable. Les artistes qui ont sculpté les pierres ont sans aucun doute répondu aux objectifs et aux exigences de leurs commanditaires. Les sculptures représentent la divinité choisie de manière orthodoxe et parviennent à représenter, avec beaucoup d'habileté et d'expertise, de hauts personnages de la cour dans toute leur splendeur, avec des vêtements, des parures et des bijoux d'une beauté raffinée.

### Art indonésien

#### Considérations générales sur l'art indonésien

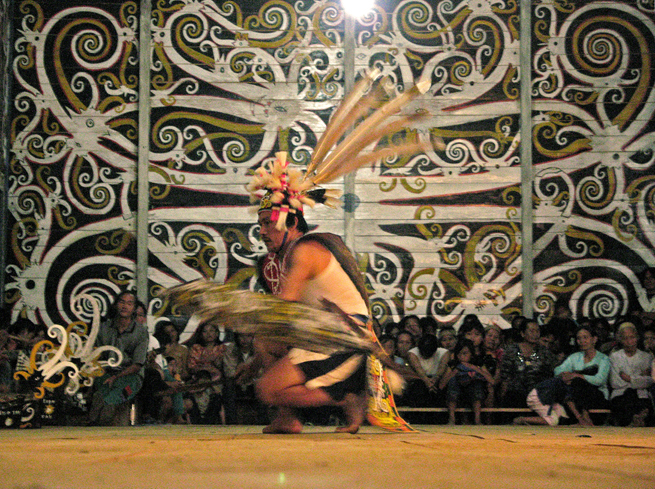
Peinture murale de Kenyah à Long Nawang, dans le Kalimantan oriental.

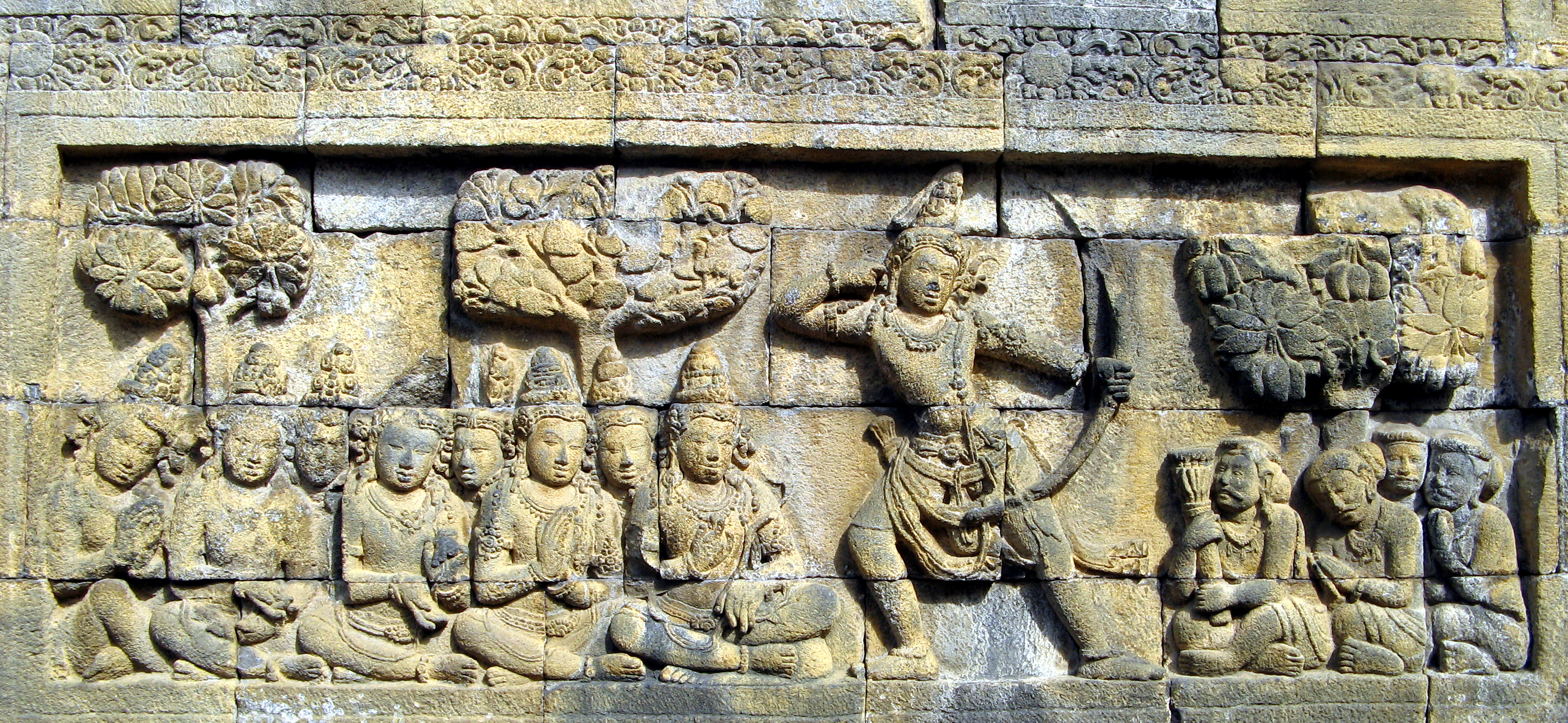
Bas-relief du temple de Borobudur, c. 760–830.

L'art et la culture indonésiens ont été façonnés par une longue interaction entre les coutumes indigènes originales et de multiples influences étrangères. L'Indonésie occupe une position centrale le long d'anciennes routes commerciales entre l'Extrême-Orient et le Moyen-Orient, ce qui explique que de nombreuses pratiques culturelles aient été fortement influencées par une multitude de religions, dont l'hindouisme, le bouddhisme, le confucianisme et l'islam, toutes fortes dans les grandes villes commerçantes. Le résultat est un mélange culturel complexe très différent des cultures indigènes d'origine. L'Indonésie n'est généralement pas connue pour ses peintures, à l'exception des peintures balinaises complexes et expressives, qui expriment souvent des scènes naturelles et des thèmes issus des danses traditionnelles.
Parmi les autres exceptions, citons les peintures indigènes de Kenyah basées sur des motifs naturels endémiques tels que des fougères, des arbres, des chiens, des calaos et des figures humaines, comme on en trouve couramment dans les cultures austronésiennes. Ces motifs décorent encore les murs des maisons longues Dayak de Kenyah dans la région Apo Kayan du Kalimantan oriental.
L'Indonésie a connu un long âge du bronze et du fer, mais cette forme d'art s'est particulièrement épanouie entre le VIIIe et le Xe siècle, sous forme d'œuvres d'art autonomes ou intégrées à des temples.
Les plus remarquables sont les centaines de mètres de sculptures en relief du temple de Borobudur, dans le centre de Java. Environ trois kilomètres d'exquises sculptures en relief racontent l'histoire de la vie du Bouddha et illustrent ses enseignements. Le temple abritait à l'origine 504 statues du Bouddha assis. Ce site, comme d'autres dans le centre de Java, montre une nette influence indienne.
La calligraphie, principalement basée sur le Coran, est souvent utilisée comme décoration, l'Islam interdisant les représentations naturalistes. Certains peintres étrangers se sont également installés en Indonésie. Les peintres indonésiens modernes utilisent une grande variété de styles et de thèmes.

#### Art balinais

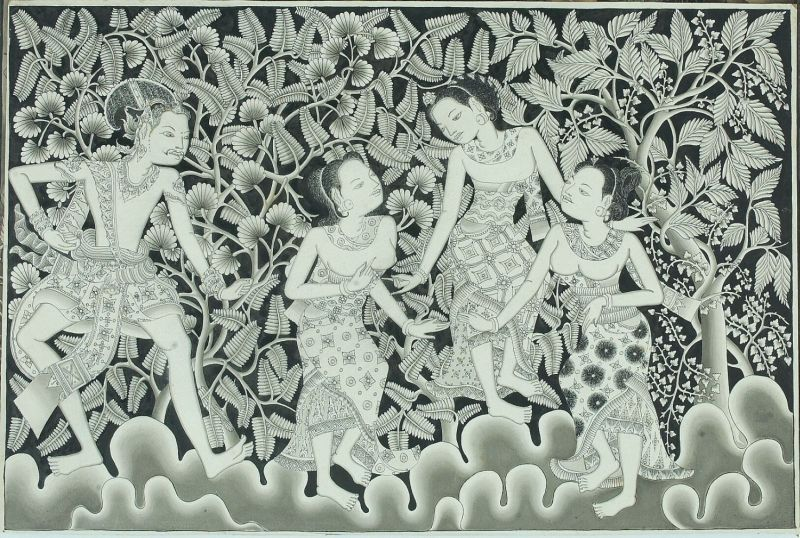
Peinture balinaise du prince Panji rencontrant trois femmes dans la jungle.

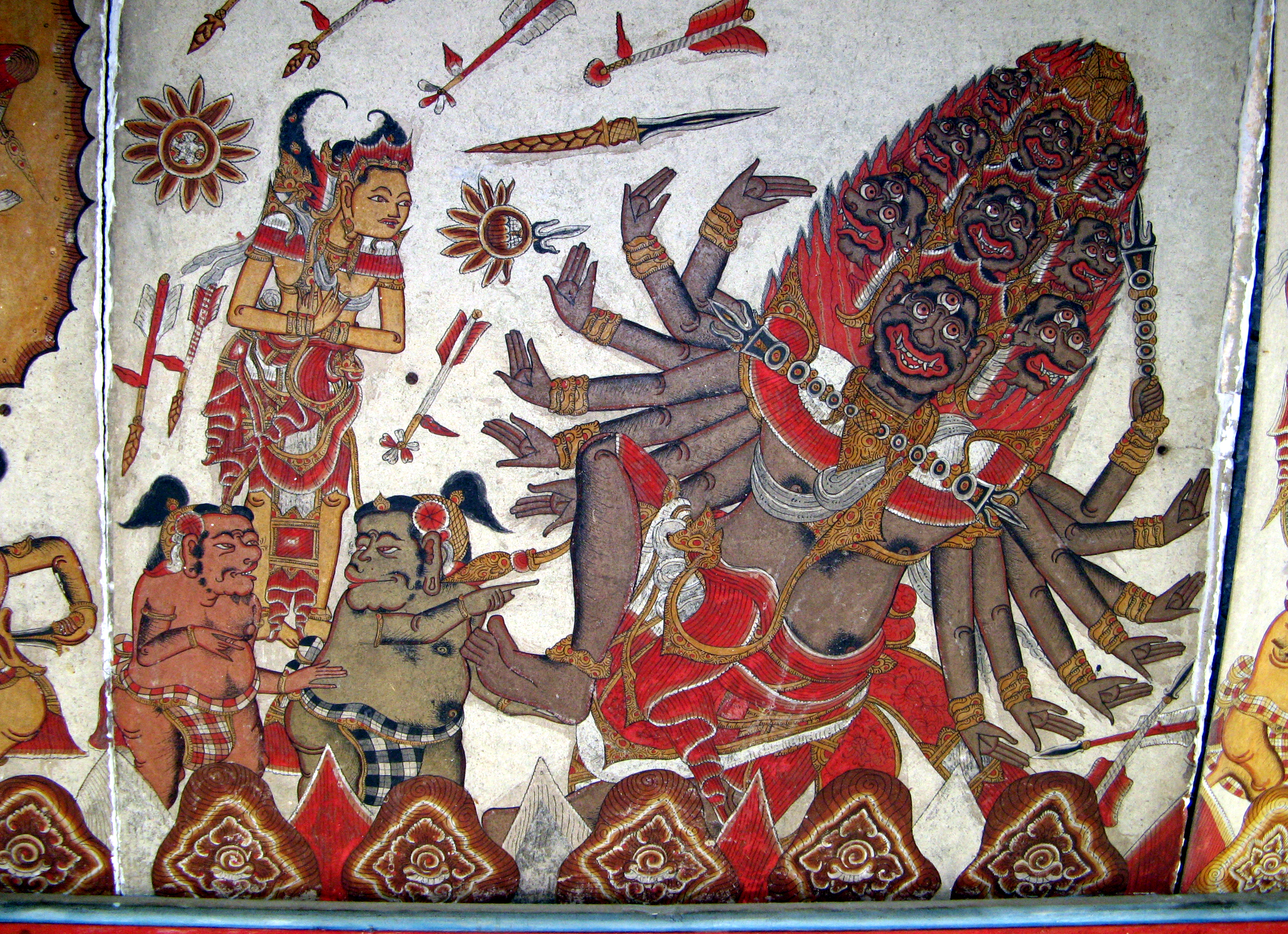
Peinture balinaise d'une scène du Ramayana de Kerta Gosha, représentant Rāma contre Dasamukha (Ravana).

L'art balinais est un art d'origine hindouo-javanaise qui s'est développé à partir du travail des artisans du royaume de Majapahit, avec leur expansion à Bali à la fin du XIIIe siècle. Du XVIe au XXe siècle, le village de Kamasan, à Klungkung (Bali Est), a été le centre de l'art balinais classique. Au cours de la première partie du XXe siècle, de nouvelles variétés d'art balinais se sont développées. Depuis la fin du XXe siècle, Ubud et ses villages voisins ont acquis la réputation d'être le centre de l'art balinais. Ubud et Batuan (en) sont connues pour leurs peintures, Mas (en) pour leurs sculptures sur bois, Celuk (id) pour ses orfèvres et Batubulan (id) pour ses sculptures sur pierre. Miguel Covarrubias décrit l'art balinais comme « un art populaire baroque très développé, bien qu'informel, qui combine la vivacité paysanne avec le raffinement du classicisme de la Java hindouiste, mais sans les préjugés conservateurs et avec une nouvelle vitalité enflammée par l'exubérance de l'esprit démoniaque du primitif tropical ». Eiseman a fait remarquer que l'art balinais est en fait sculpté, peint, tissé et préparé en objets destinés à un usage quotidien plutôt qu'en objets d'art.
Dans les années 1920, avec l'arrivée de nombreux artistes occidentaux, Bali est devenue une enclave artistique (comme Tahiti l'était pour Paul Gauguin) pour des artistes d'avant-garde tels que Walter Spies (allemand), Rudolf Bonnet (néerlandais), Jean Le Mayeur (belge), Arie Smit (en) (néerlandais) et Donald Friend (australien) au cours des dernières années. La plupart de ces artistes occidentaux ont eu très peu d'influence sur les Balinais jusqu'à la période qui a suivi la Seconde Guerre mondiale, bien que certains comptes rendus insistent trop sur la présence occidentale au détriment de la reconnaissance de la créativité balinaise.
Cette période de créativité révolutionnaire a atteint son apogée à la fin des années 1930. Un flot de visiteurs célèbres, dont Charlie Chaplin et les anthropologues Gregory Bateson et Margaret Mead, a encouragé les habitants talentueux à créer des œuvres très originales. Lors de leur séjour à Bali au milieu des années 1930, Bateson et Mead ont rassemblé plus de 2000 peintures, provenant principalement du village de Batuan, mais aussi du village côtier de Sanur. Parmi les artistes occidentaux, Spies et Bonnet sont souvent crédités de la modernisation de la peinture traditionnelle balinaise. À partir des années 1950, les artistes balinais ont incorporé des aspects de la perspective et de l'anatomie de ces artistes. Plus important encore, ils ont agi en tant qu'agents du changement en encourageant l'expérimentation, et ont promu les dérogations à la tradition. Il en résulta une explosion de l'expression individuelle qui augmenta le rythme du changement dans l'art balinais.

### Art laotien

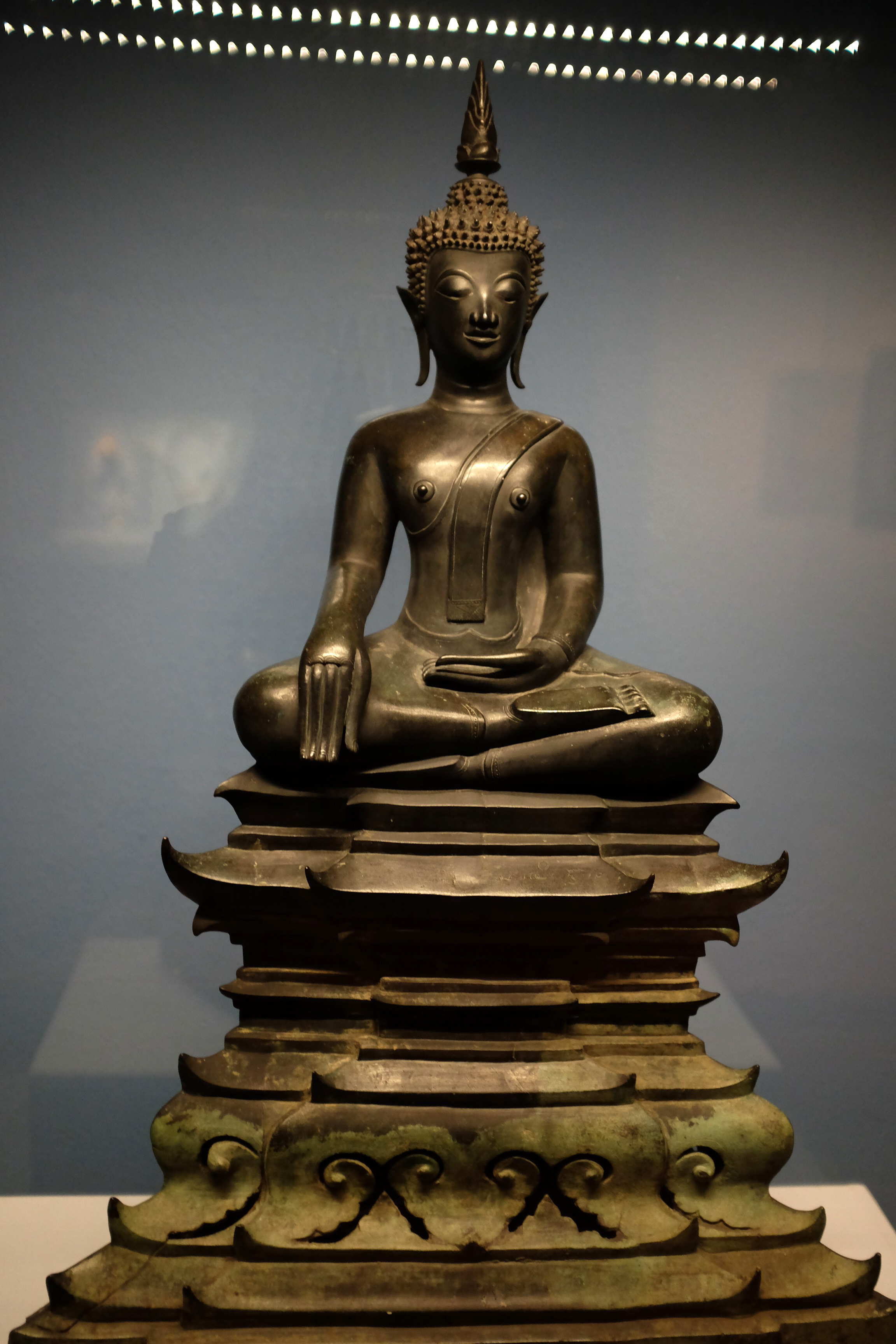
Bouddha en bronze Lan Xang, XVIIe siècle.

L'art laotien comprend la céramique (en), la sculpture bouddhiste laotienne (en) et la musique laotienne.
Les sculptures bouddhistes lao étaient créées dans une grande variété de matériaux, dont l'or, l'argent et le plus souvent le bronze. La brique et le mortier étaient également un support utilisé pour les images colossales, dont l'image de Phya Vat (XVIe siècle) à Vientiane est célèbre, bien qu'une rénovation ait complètement modifié l'apparence de la sculpture, et qu'elle ne ressemble plus à un Bouddha lao. Le bois est populaire pour les petites images bouddhistes votives qui sont souvent laissées dans les grottes. Le bois est également très courant pour les grandes images debout du Bouddha, grandeur nature. Les deux sculptures les plus célèbres, réalisées en pierre semi-précieuse, sont le Phra Keo (Bouddha d'émeraude) et le Phra Phuttha Butsavarat. Le Phra Keo, qui est probablement d'origine Xieng Sen (Amphoe Chiang Saen (en), dans la province de Chiang Rai), est sculpté dans un bloc massif de jade. Il a reposé à Vientiane pendant deux cents ans avant que les Siamois ne l'emportent comme butin à la fin du XVIIIe siècle. Aujourd'hui, il est le palladium du Royaume de Thaïlande et se trouve au Palais royal de Bangkok. Le Phra Phuttha Butsavarat, comme le Phra Keo, est également enchâssé dans sa propre chapelle au Palais royal de Bangkok. Avant que les Siamois ne s'en emparent au début du XIXe siècle, cette image de cristal était le palladium du royaume laotien de Champassack.
De nombreuses et magnifiques sculptures bouddhistes lao sont taillées dans les grottes de Pak Ou. Près de Pak Ou (embouchure de la rivière Ou), le Tham Ting (grotte inférieure) et le Tham Theung (grotte supérieure) se trouvent près de Luang Prabang, au Laos. Il s'agit d'un magnifique groupe de grottes accessibles uniquement par bateau, à environ deux heures en amont du centre de Luang Prabang, et qui sont récemment devenues plus connues et fréquentées par les touristes. Les grottes sont réputées pour leurs impressionnantes sculptures bouddhistes et laotiennes taillées dans les murs de la grotte, ainsi que pour les centaines de figures bouddhistes abandonnées qui jonchent le sol et les étagères murales. Elles ont été placées là parce que leurs propriétaires ne souhaitaient pas les détruire, et un voyage difficile est donc effectué jusqu'aux grottes pour y placer leur statue indésirable.

### Art malais

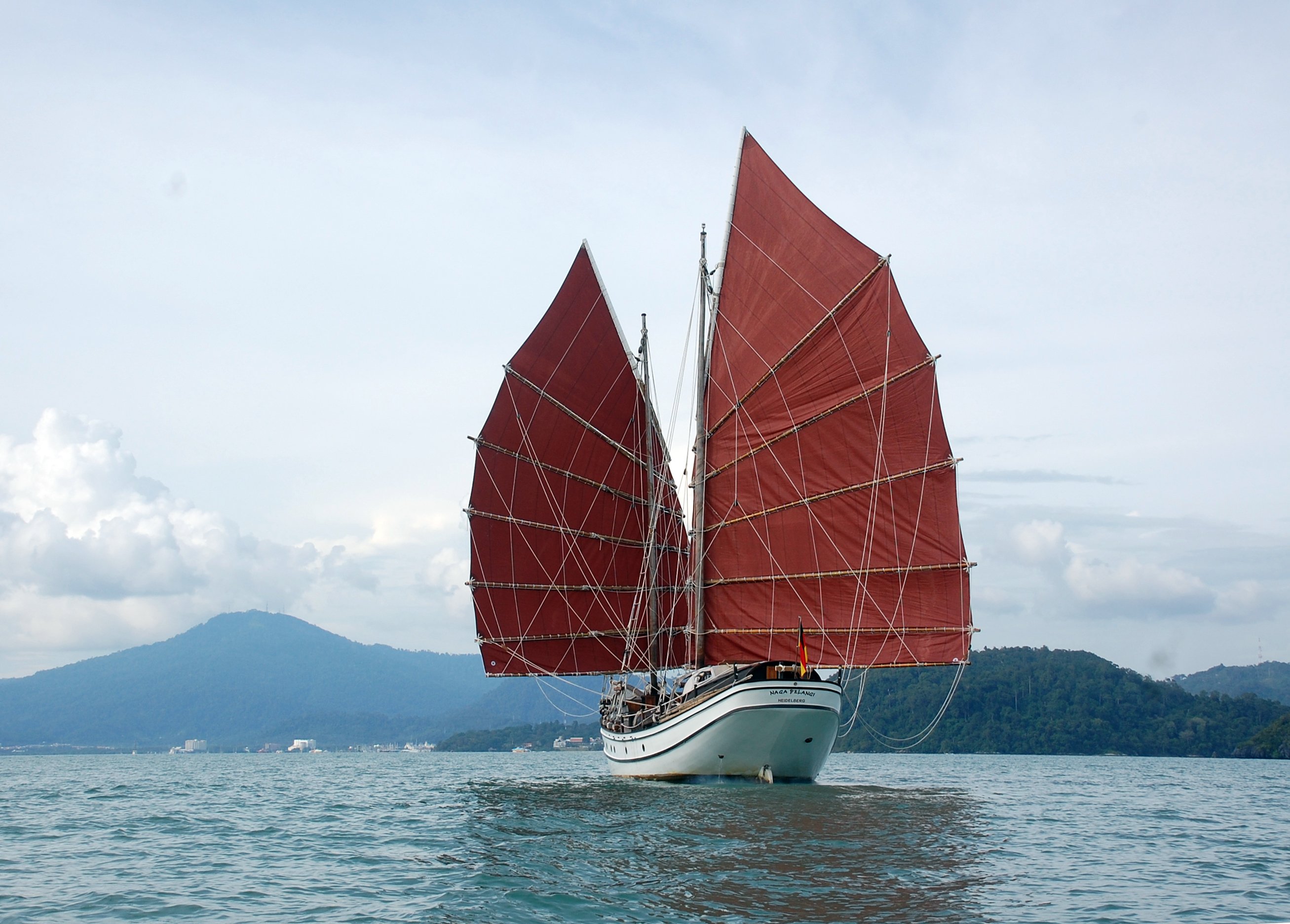
Le papillon de la voile Terengganuan, la pinas Naga Pelangi.

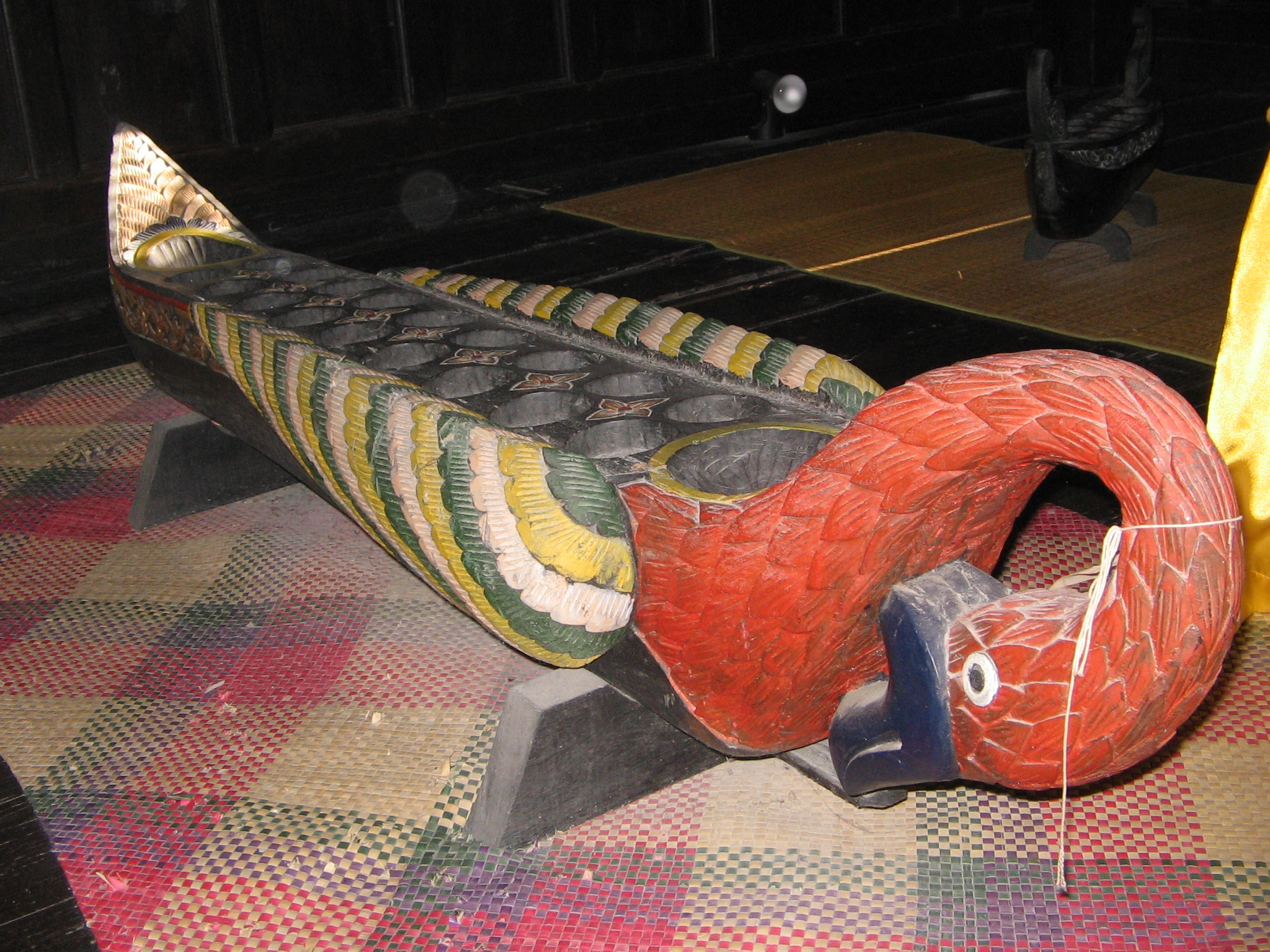
Un congkak malaisien en forme de cygne exposé au musée national de Malaisie.

L'art traditionnel malais est principalement composé de l'art malais et de l'art bornéen (des Dayak), il est très similaire aux autres styles de l'Asie du Sud-Est, comme le brunéien (en), l'indonésien et le singapourien (en). L'art a une longue tradition en Malaisie, avec l'art malais qui remonte aux sultanats malais, a toujours été influencé par les arts chinois, indiens et islamiques, et également présent, en raison de la grande population de Chinois et d'Indiens dans la démographie malaise d'aujourd'hui.
Le colonialisme a également apporté d'autres formes d'art, comme les danses et la musique portugaises. À cette époque, les influences des Portugais (en), des néerlandais et des Britanniques étaient également visibles, notamment en termes de mode et d'architecture, dans de nombreuses villes coloniales de Malaisie britannique et de Bornéo, telles que Penang, Malacca, Kuala Lumpur, Kuching et Jesselton. Malgré les influences de l'étranger, l'art indigène de Malaisie continue de survivre parmi les Orang Asli de la péninsule et les nombreux groupes ethniques du Sarawak et du Sabah.
Aujourd'hui, compte tenu de l'influence mondiale et de la technologie avancée, la jeune génération d'artistes malaisiens a abandonné les matériaux traditionnels tels que le bois, les métaux et les produits forestiers pour s'engager activement dans différentes formes d'art, comme l'animation, la photographie, la peinture, la sculpture et l'art urbain. Nombre d'entre eux ont obtenu une reconnaissance internationale pour leurs œuvres et leurs expositions dans le monde entier, combinant des styles du monde entier avec les traditions malaisiennes.

### Art philippin

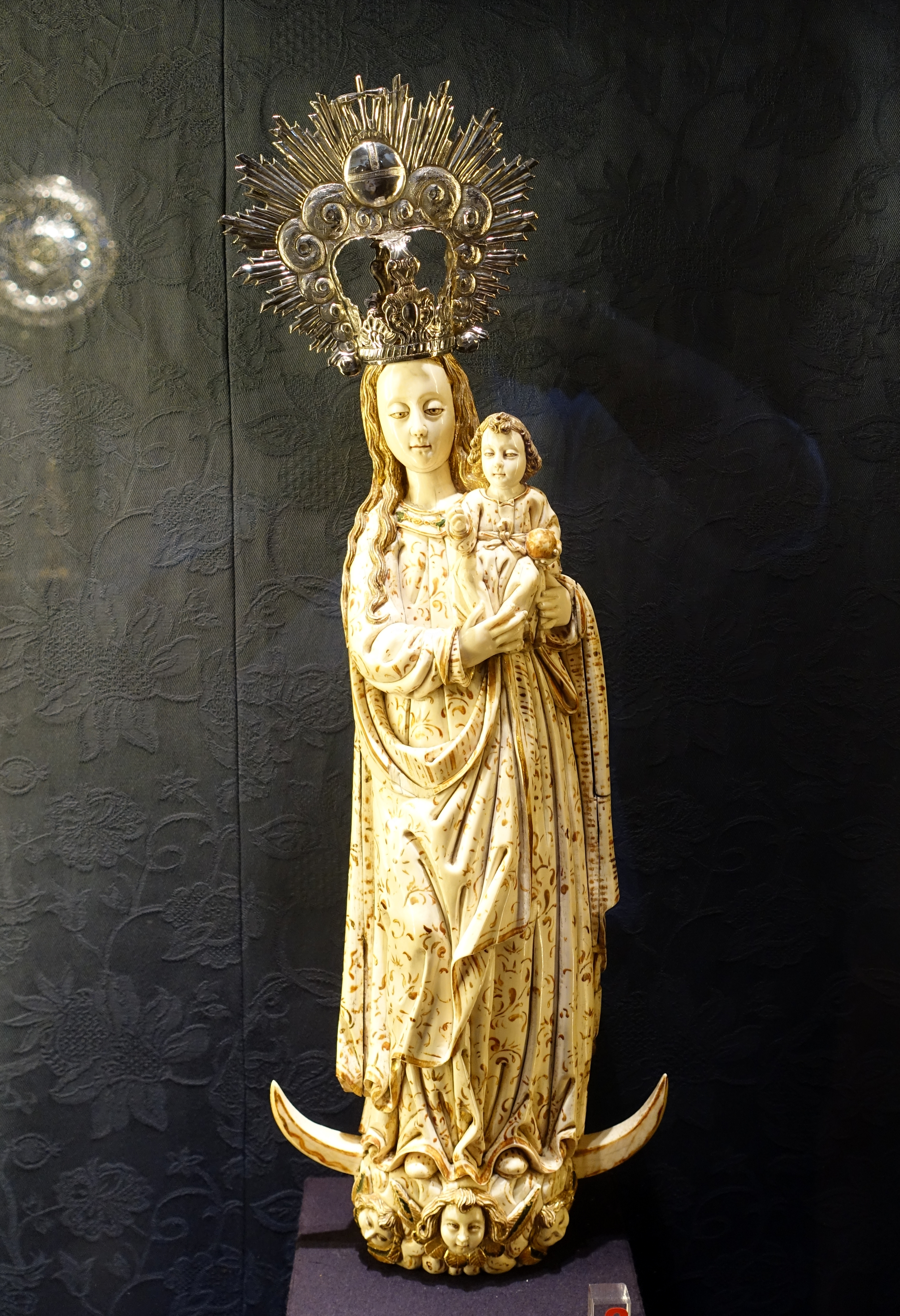
Statue en ivoire de la Vierge à l'Enfant.

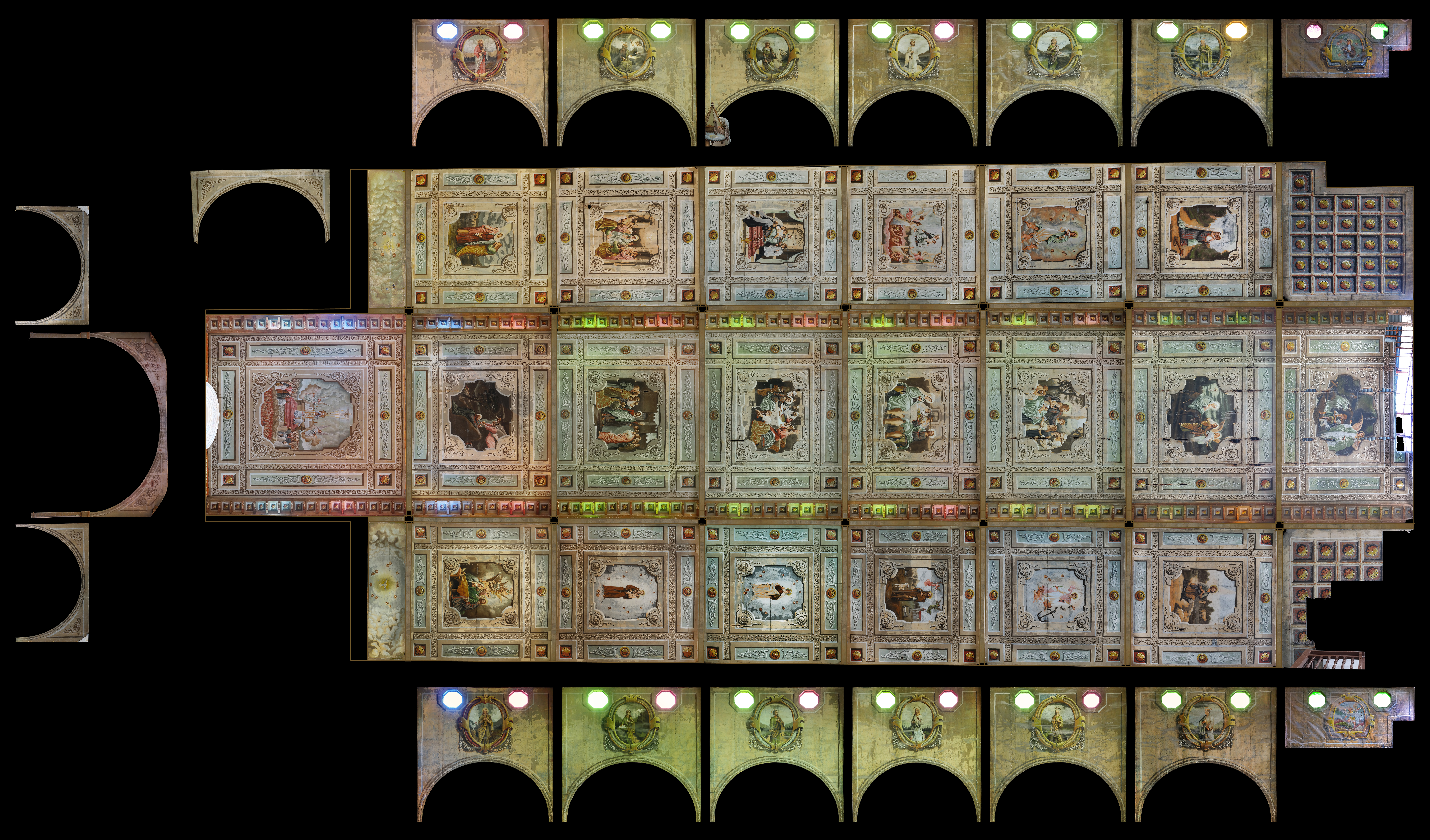
Peintures au plafond de l'église Notre Dame du Saint Rosaire, à Lila.

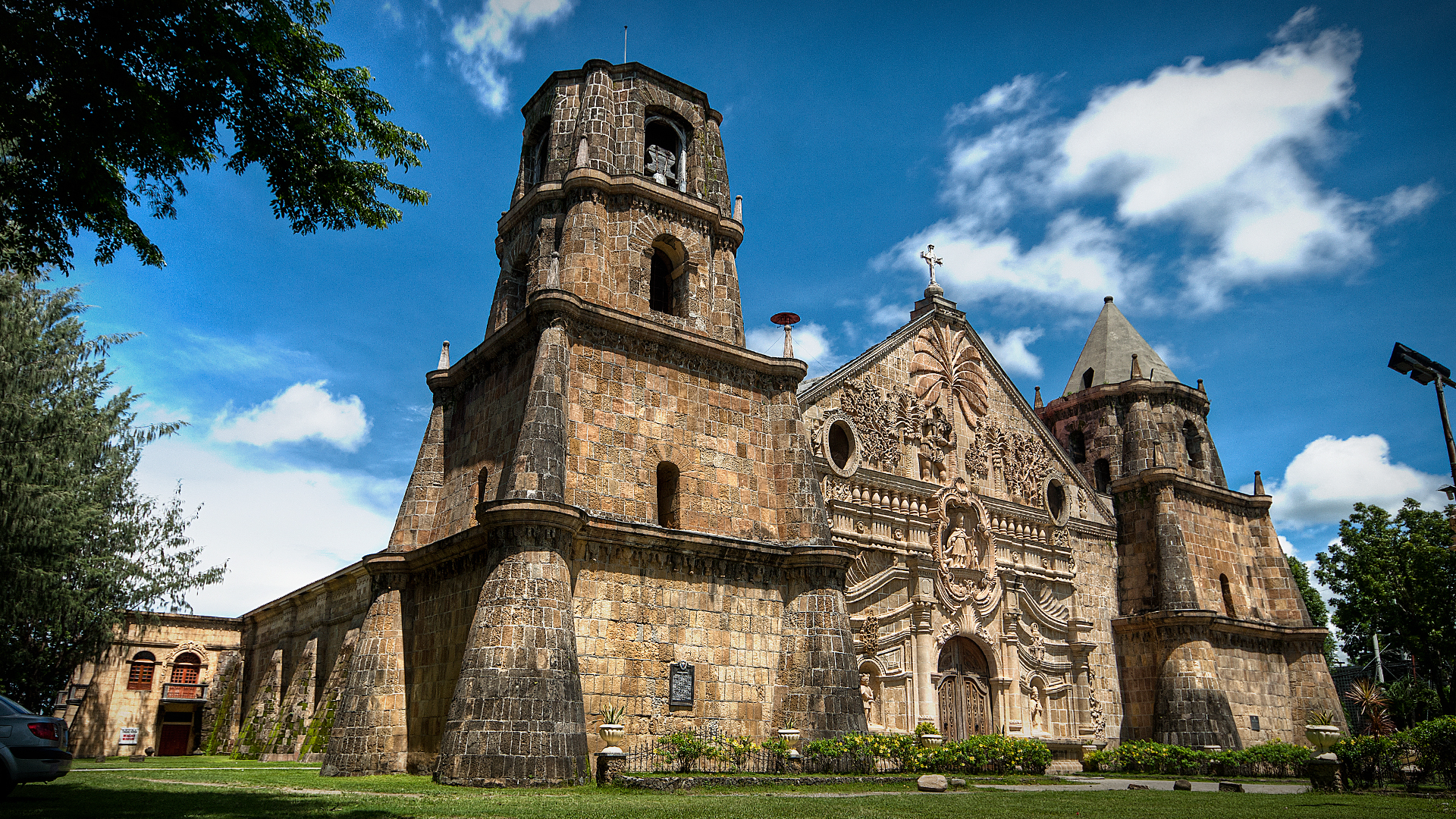
L'église de Miagao.

L'art philippin (en) le plus ancien connu est l'art rupestre, dont le plus ancien est les pétroglyphes d'Angono, réalisé au néolithique et daté entre 6 000 et 2 000 ans avant Jésus-Christ. Les sculptures étaient probablement utilisées dans le cadre d'une ancienne pratique de guérison des enfants malades. Viennent ensuite les pétroglyphes d'Alab, datés d'au moins 1500 avant J.-C., qui présentent des symboles de fertilité tels qu'un pudenda. Les arts rupestres sont des pétrographes, notamment l'art rupestre au charbon de bois de Peñablanca, l'art rupestre au charbon de bois de Singnapan, l'art à hématite rouge d'Anda, et l'art rupestre récemment découvert de Monreal (Ticao), représentant des singes, des visages humains, des vers ou des serpents, des plantes, des libellules et des oiseaux. Entre 890 et 710 avant J.-C., la jarre Manunggul (en) a été fabriquée dans le sud de Palawan. Elle servait de jarre funéraire secondaire, où le couvercle supérieur représente le voyage de l'âme dans l'au-delà à travers un bateau avec un psychopompe. En 100 avant J.-C., les grottes funéraires pour momies de Kabayan (en) ont été creusées dans une montagne. Entre 5 av. J.-C. et 225 ap. J.-C., les poteries anthropomorphes Maitum (en) ont été créées à Cotabato. Il s'agissait de jarres funéraires secondaires, dont beaucoup représentaient des têtes, des mains, des pieds et des poitrines humaines.
Au IVe siècle après J.-C., et très probablement avant, les anciens peuples des Philippines fabriquaient des navires de guerre géants, dont les premières preuves archéologiques connues ont été excavées à Butuan, où le navire a été identifié comme un balangay et daté de 320 après J.-C.. L'artefact le plus ancien connu comportant une écriture est l'inscription sur cuivre de Laguna, datée de 900 après J.-C.. La plaque traite du paiement d'une dette. Le sceau en ivoire de Butuan (en) est la plus ancien art en ivoire connu dans le pays, daté entre le IXe et le XIIe siècle de notre ère. Le sceau contient des gravures d'une écriture ancienne. Pendant cette période, divers artefacts ont été fabriqués, comme l'image d'Agusan (en), une statue en or d'une divinité, probablement influencée par l'hindouisme et le bouddhisme. Du XIIe au XVe siècle, le paléographe en argent de Butuan (en) a été fabriqué. L'écriture sur l'argent n'a pas encore été déchiffrée. Entre le XIIIe et le XIVe siècle, les indigènes de Banton, à Romblon, ont fabriqué le tissu de Banton, le plus ancien textile ikat encore existant en Asie du Sud-Est. Ce tissu était utilisé comme couverture mortuaire. Du XVIe siècle à la fin du XIXe siècle, la colonisation espagnole a influencé diverses formes d'art dans le pays.
De 1565 à 1815, les artisans philippins fabriquaient les galions de Manille utilisés pour le commerce de l'Asie vers les Amériques, dont beaucoup de marchandises partent en Europe. En 1565, l'ancienne tradition du tatouage aux Philippines a été enregistrée pour la première fois par les Pintados, les Bisayas tatoués. En 1584, le Fort San Antonio Abad (en) a été achevé, tandis qu'en 1591, le Fort Santiago a été construit. En 1600, les rizières en terrasses des cordillères des Philippines ont été réalisées. Cinq ensembles de rizières en terrasses ont été désignés comme sites du patrimoine mondial. L'église Saint-Augustin de Manille a été construite en 1607. L'édifice a été déclaré site du patrimoine mondial. Le site est célèbre pour son intérieur peint. En 1613, la plus ancienne écriture suyat (en) sur papier qui subsiste a été écrite dans les documents en baybayin de l'Université de Santo Tomas (en). Après 1621, les pierres de Monreal (en) ont été créées à Ticao, Masbate. En 1680, l'Arche des siècles (en) a été réalisée. En 1692, l'image de Notre Dame de Porta Vaga (en) a été peinte.
L'église de Manaoag (en) a été établie en 1701. En 1710, l'église San Agustín de Paoay, classée au patrimoine mondial, a été construite. L'église est connue pour ses contreforts géants, qui font partie de l'architecture baroque séismique. En 1720, les peintures religieuses du Camarin de la Virgen à Santa Ana ont été réalisées. En 1725, l'église historique de Santa Ana a été construite. En 1765, l'église de Santa Maria, classée au patrimoine mondial, a été construite. Le site est remarquable pour sa structure en hauteur. L'église de Bacarra (en) a été construite en 1782. En 1783, les ijangs (en), châteaux-forteresses, de Batanes ont été enregistrés pour la première fois. L'âge exact de ces structures est encore inconnu. En 1797, l'église de Miagao, inscrite au patrimoine mondial, a été construite. L'église est célèbre pour les sculptures de sa façade. L'église de Tayum (en) a été construite en 1803. En 1807, les peintures de la révolte des Basi ont été réalisées, représentant la révolution Ilocano contre l'interférence espagnole sur la production et la consommation de basi. En 1822, le parc historique Paco (en) a été créé. En 1824, l'orgue de bambou de Las Piñas a été créé, devenant le premier et le seul orgue en bambou. En 1852, les peintures d'art sacré de l'église paroissiale de Santiago Apostol (en) sont terminées. En 1884, l'Assassinat du gouverneur Bustamante et de son fils et le Spoliarium ont remporté des prix lors d'un concours d'art en Espagne. En 1890, le tableau Nourrissage du poulet a été réalisé, puis La Vie parisienne (en) (1892) et La Bulaqueña (en) (1895) de Juan Luna. L'œuvre d'art en argile de José Rizal, Le triomphe de la science sur la mort (en), a été réalisée en 1890. En 1891, la première et unique église entièrement en acier d'Asie, la basilique Saint-Sébastien de Manille, a été construite. En 1894, José Rizal réalise l'œuvre d'art en argile Revanche d'une mère.
Le Coran de Bayang a été écrit au XXe siècle, ou peut-être plus tôt. À la même époque, le calendrier agricole en pierre de Guiday, Besao, a été découvert par des étrangers. En 1913, le monument de Rizal (en) a été achevé. En 1927, le bâtiment principal de l'université de Santo Tomas (en) a été reconstruit, tandis que le bâtiment du séminaire central a été construit en 1933. En 1931, le palais royal Darul Jambangan (en) de Sulu a été détruit. La même année, le Manila Metropolitan Theater (en) a été construit. Les peintures sur Les Progrès de la médecine aux Philippines (en) de Botong Francisco ont été achevées en 1953. L'église Santo Domingo (en) a été construite en 1954. En 1962, la peinture de l'Institut international de recherche sur le riz a été achevée, tandis que la Peinture murale de Manille a été réalisée en 1968. En 1993, le monument Bonifacio (en) a été créé,.

### Art singapourien

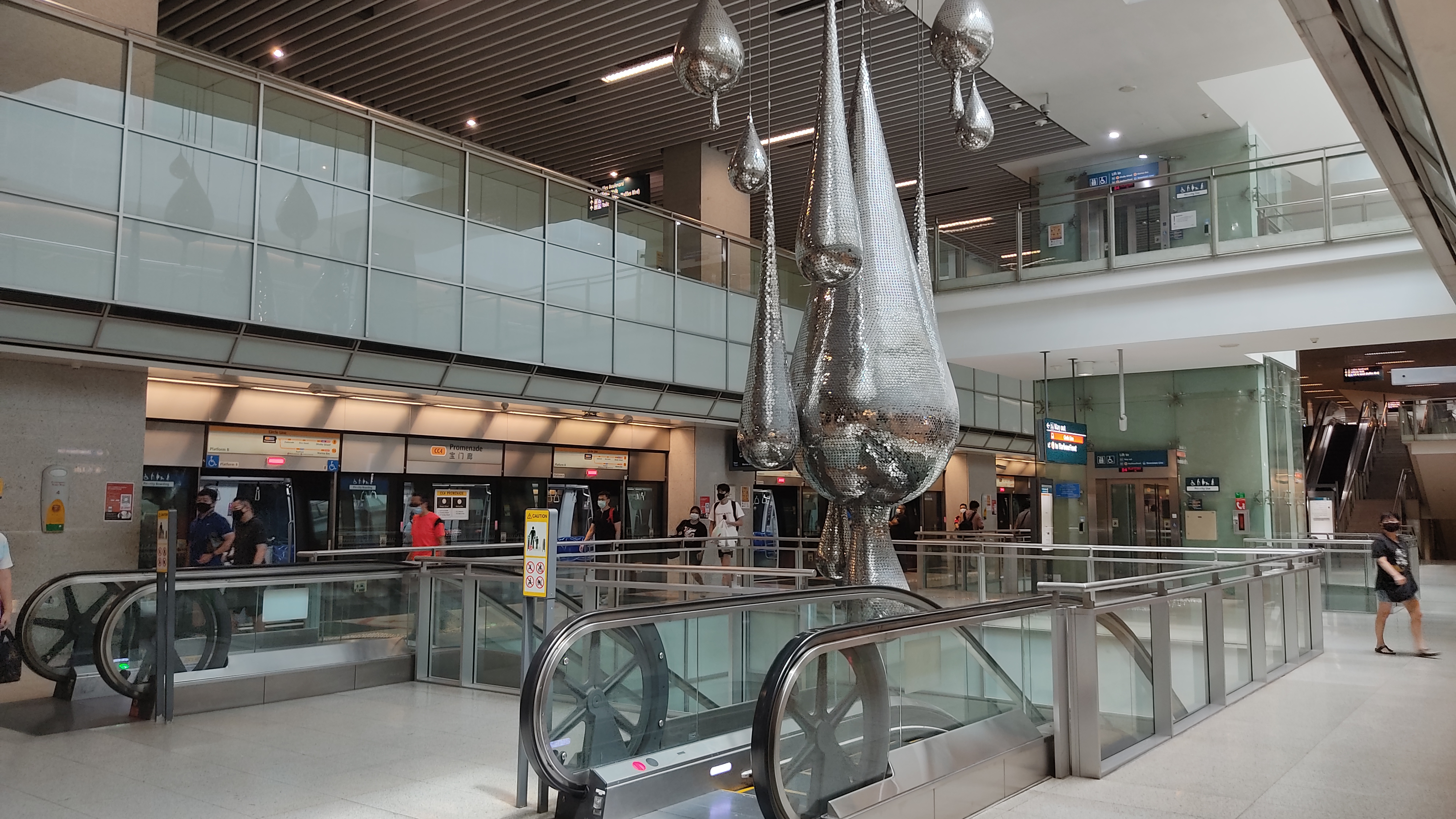
Dreams in a Social Cosmic Odyssey de PHUNK, dans la station de métro Promenade à Singapour.

L'histoire de l'art singapourien comprend les traditions artistiques indigènes de l'Insulinde et les diverses pratiques visuelles des artistes itinérants et des migrants venus de Chine, du sous-continent indien et d'Europe, comme le portrait, les paysages, la sculpture, la gravure et les dessins d'histoire naturelle des premières périodes du pays. Elle inclut également les peintures de style Nanyang (en), l'art réaliste social (en), l'art abstrait et les pratiques photographiques apparues dans la période d'après-guerre, puis les pratiques artistiques contemporaines d'un Singapour souverain, telles que l'art public, l'art de la performance, l'art conceptuel, l'art de l'installation, l'art vidéo, l'art sonore et l'art des nouveaux médias.

### Art thaïlandais

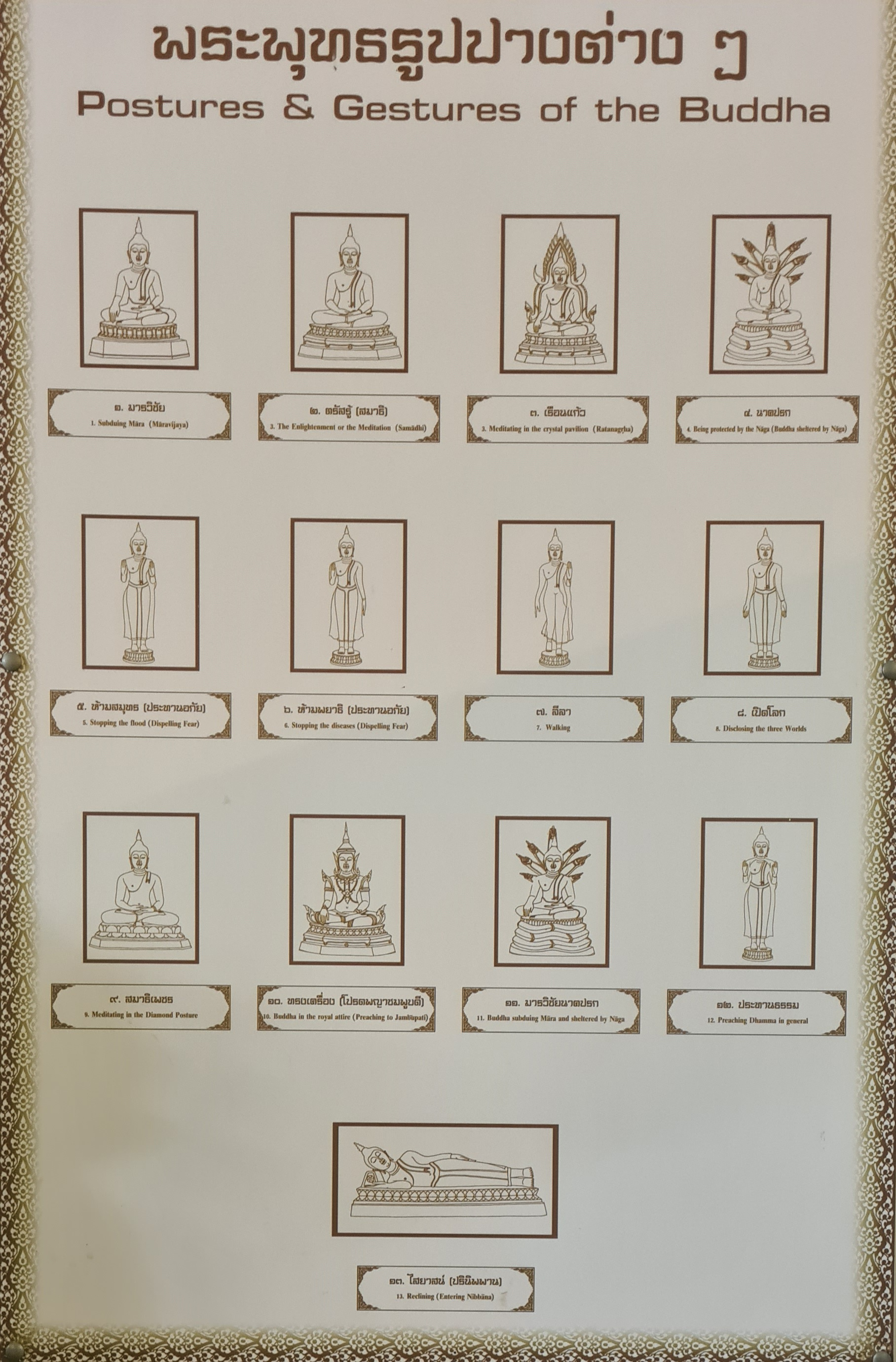
Panneau d'information sur les attitudes et postures du Bouddha assis, debout ou couché au Musée national de Ramkhamhaeng à Sukhothaï.

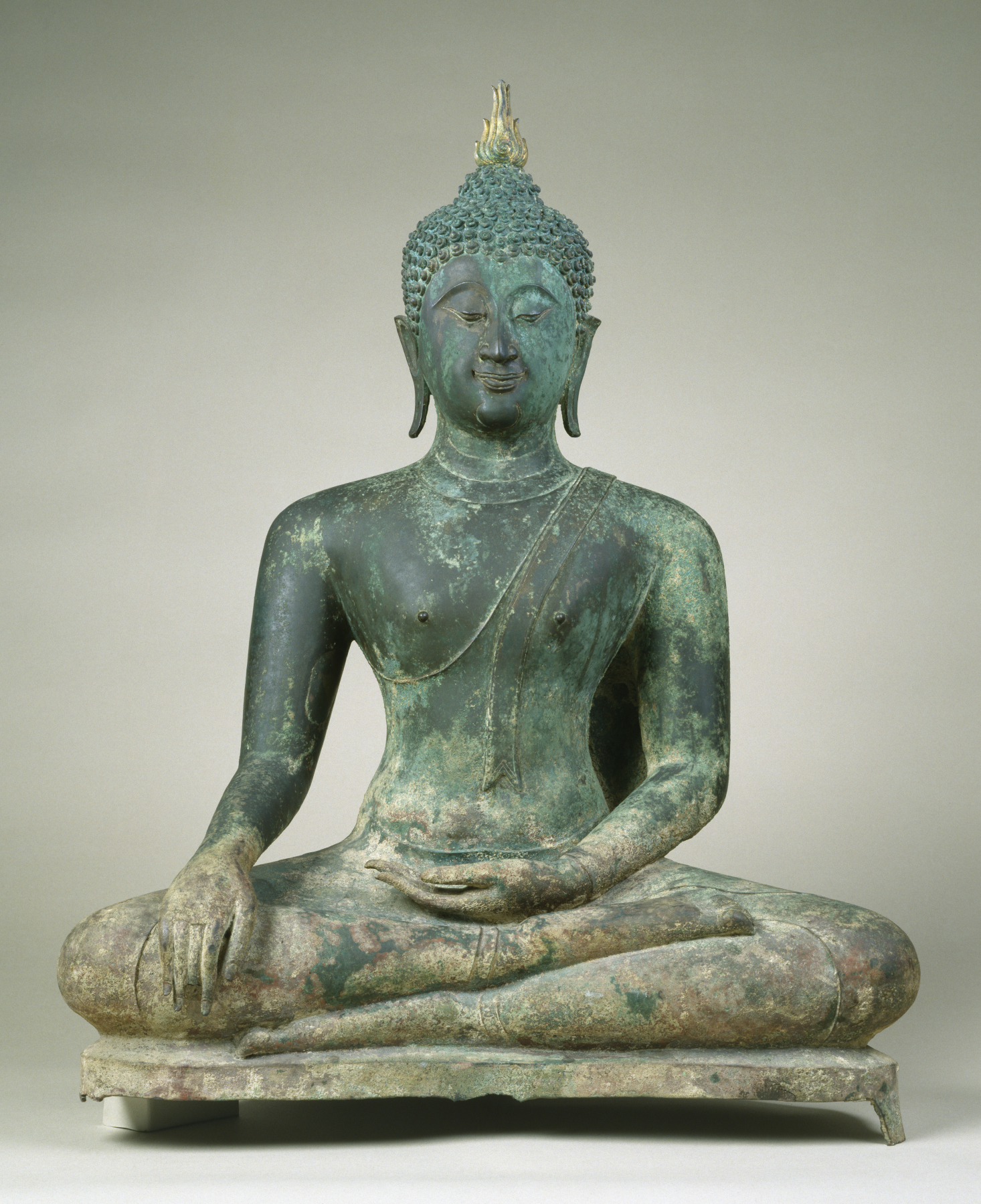
Un Bouddha Māravijaya de Sukhothaï, daté de la seconde moitié du XIIIe siècle, au Walters Art Museum.

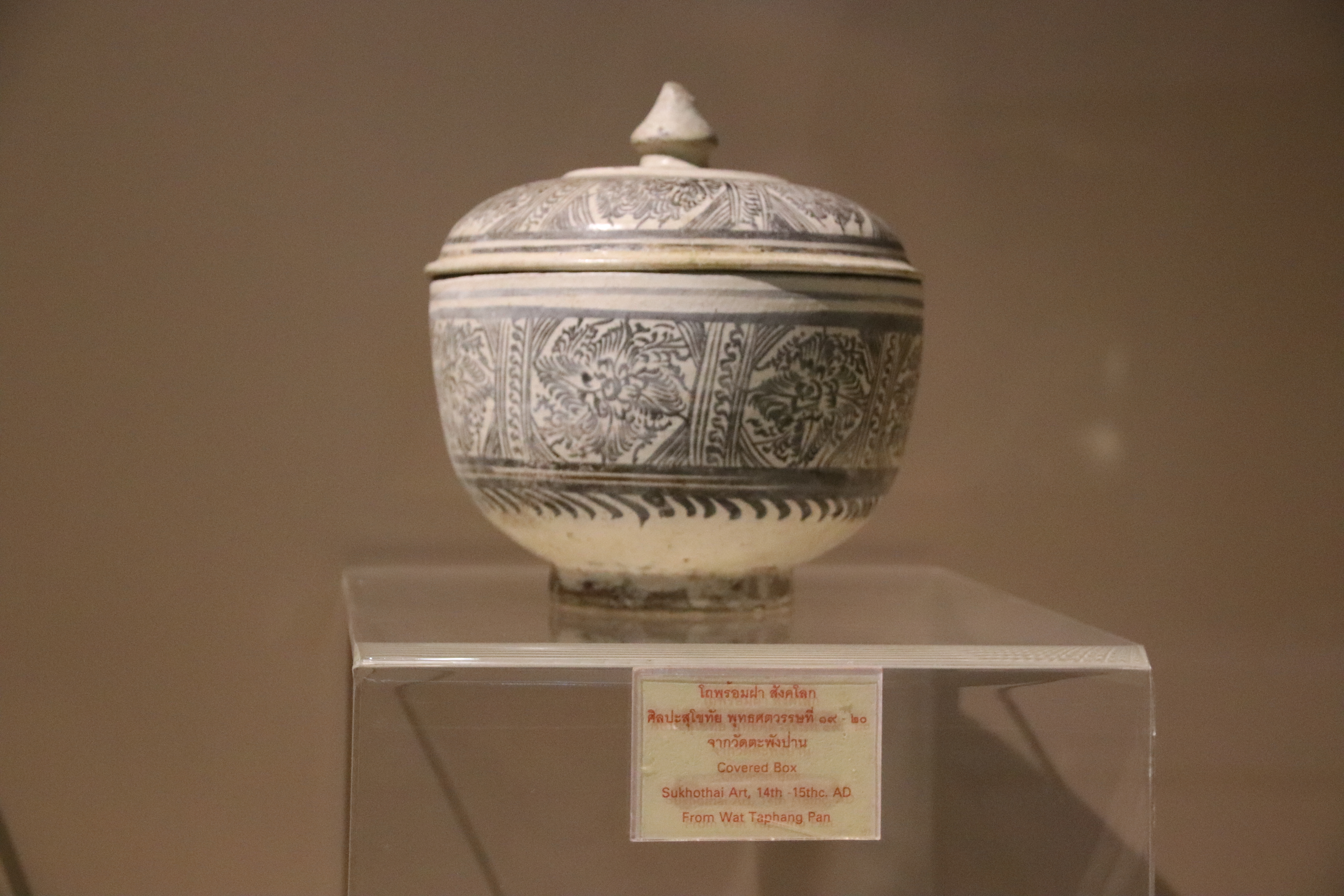
Boîte en porcelaine,,, Sukhothaï.

Les arts visuels thaïlandais étaient traditionnellement et principalement bouddhistes et royaux. La sculpture était presque exclusivement constituée d'images de Bouddha, tandis que la peinture se limitait à l'illustration de livres et à la décoration de bâtiments, principalement des palais et des temples. Les images de Bouddha thaïlandaises des différentes périodes présentent un certain nombre de styles distinctifs. L'art thaïlandais contemporain combine souvent des éléments traditionnels thaïlandais avec des techniques modernes.
(Légende du panneau d'information à droite "attitudes et postures du Bouddha" :1.Geste de la prise de la terre à témoin (Maravijaya) ; 2.Attitude de la méditation (Samadhi) ; 3.Méditation dans le pavillon de cristal ; 4.Protégé par le Naga Muchalinda ; 5.Geste de l'absence de crainte (arrêtant les inondations ; 6.Geste de l'absence de crainte (arrêtant les maladies) ; 7.Marchant, attitude noble et sereine ; 8.Mentionnant (divulguant) Les Trois Mondes ; 9.Méditant dans la position du diamant ; 10.Attitude royale ; 11.protégé par le Naga avec geste de la prise de terre à témoin ; 12.Enseignant le Dharma ; 13.Couché dans l'attente de la mort pour entrer au Nirvāṇa) 
Les peintures traditionnelles thaïlandaises montraient les sujets en deux dimensions, sans perspective. La taille de chaque élément du tableau reflétait son degré d'importance. La principale technique de composition est celle de la répartition des surfaces : les éléments principaux sont isolés les uns des autres par des transformateurs d'espace. Cela éliminait le sol intermédiaire, qui aurait autrement impliqué la perspective. La perspective n'a été introduite qu'à la suite de l'influence occidentale, au milieu du XIXe siècle.
Les sujets narratifs les plus fréquents des peintures étaient ou sont : les histoires du Jātaka, les épisodes de la vie du Bouddha, les cieux et les enfers bouddhistes, et les scènes de la vie quotidienne.
La période Sukhothai commence au XIVe siècle dans le royaume de Sukhothaï. Les images de Bouddha de la période Sukhothai sont élégantes, avec des corps sinueux et des visages fins et ovales. Ce style mettait l'accent sur l'aspect spirituel du Bouddha, en omettant de nombreux petits détails anatomiques. L'effet était renforcé par la pratique courante consistant à couler les images dans du métal plutôt que de les sculpter. Cette période a vu l'introduction de la pose du « Bouddha marchant ».
Les artistes de Sukhothai se sont efforcés de suivre les marques canoniques définissant un bouddha, telles qu'elles sont énoncées dans les anciens textes palis :
- Peau si lisse que la poussière ne peut s'y coller ;
- Jambes comme un cerf ;
- Cuisses comme un figuier des banians ;
- Épaules aussi massive que la tête d'un éléphant ;
- Des bras ronds comme la trompe d'un éléphant, et assez longs pour toucher les genoux ;
- Mains semblables à des lotus sur le point de fleurir ;
- Les bouts des doigts retournés comme des pétales ;
- Tête comme un œuf ;
- Les cheveux comme des aiguillons de scorpion ;
- Menton comme un noyau de mangue ;
- Nez comme le bec d'un perroquet ;
- Lobe d'oreille allongé par les boucles d'oreilles de la royauté ;
- Cils comme ceux d'une vache ;
- Sourcils comme des arcs tirés.

Sukhothai a également produit une grande quantité de céramiques glacées dans le style Sangkhalok  , qui étaient commercialisées dans toute l'Asie du Sud-Est.

### Art vietnamien

#### Considérations générales sur l'art vietnamien

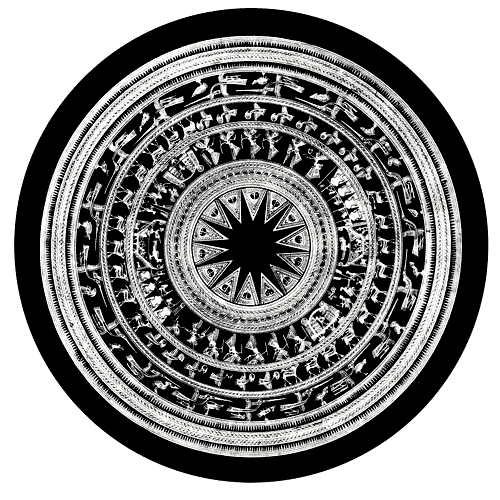
Surface du tambour de bronze de Ngoc Lu,.

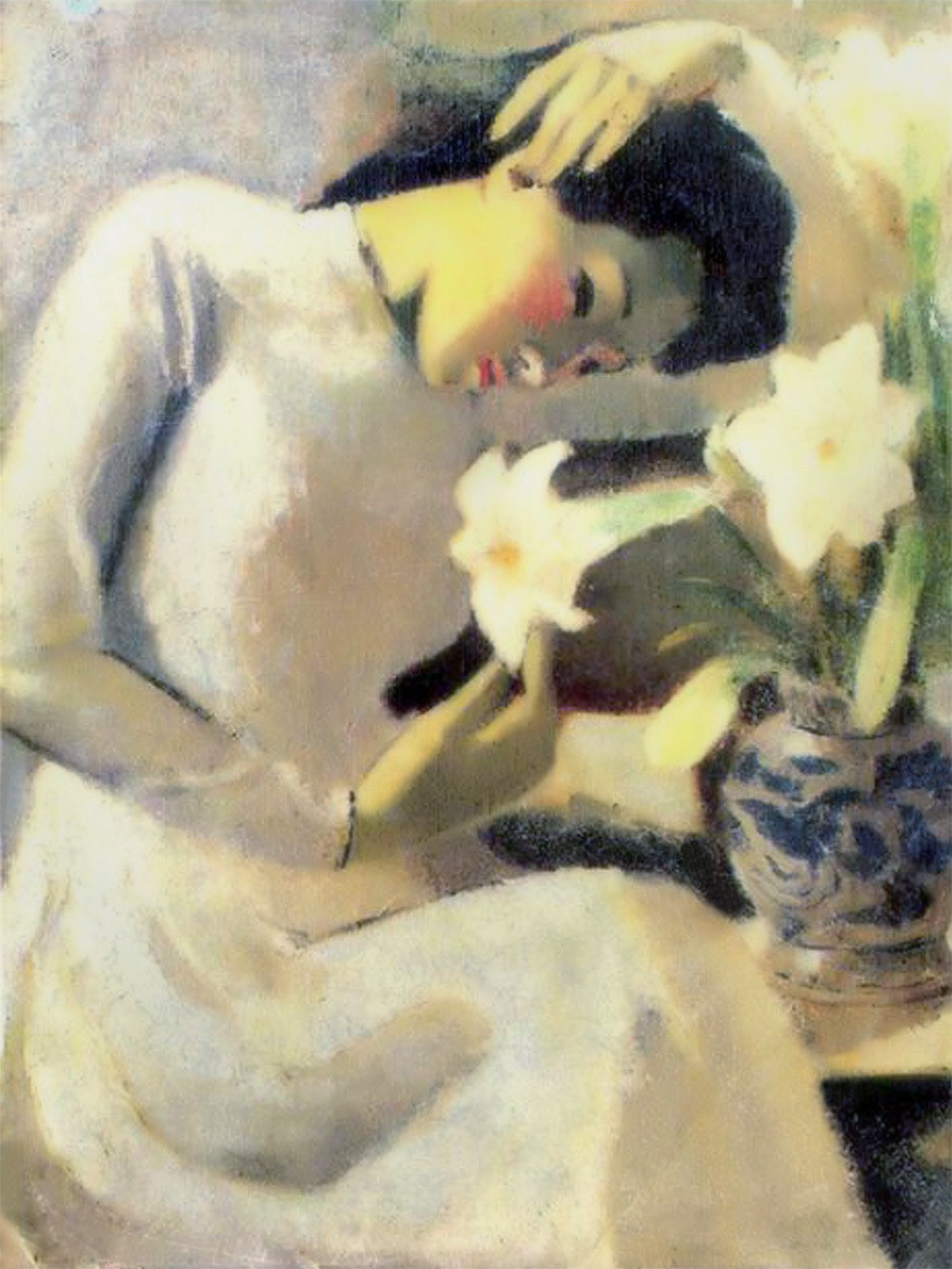
Tô Ngọc Vân, Thiếu nữ bên hoa huệ (Jeune femme avec un lys), 1943, huile sur toile.

L'art vietnamien est issu de l'une des plus anciennes cultures de ce type dans la région de l'Asie du Sud-Est. Un riche patrimoine artistique qui remonte à la préhistoire et comprend : peinture sur soie, sculpture, poterie, céramique, gravures sur bois, architecture, musique, danse et théâtre.
L'art traditionnel vietnamien (en) est l'art pratiqué au Viêt Nam ou par des artistes vietnamiens, depuis les temps anciens (notamment les tambours Đông Sơn (en) élaborés) jusqu'à l'art postérieur à la domination chinoise, qui a été fortement influencé par l'art bouddhique chinois, parmi d'autres philosophies comme le taoïsme et le confucianisme. L'art du Champa et l'art français (en) ont également joué un rôle plus modeste par la suite.
L'influence chinoise sur l'art vietnamien s'étend à la poterie et à la céramique vietnamiennes (en), à la calligraphie et à l'architecture traditionnelle. Actuellement, les peintures en laque vietnamiennes se sont révélées très populaires.
La dynastie Nguyễn, dernière dynastie régnante du Vietnam (vers 1802-1945), a connu un regain d'intérêt pour la céramique et l'art de la porcelaine. Les cours impériales de toute l'Asie ont importé des céramiques vietnamiennes.
Malgré le haut niveau de développement des arts du spectacle (tels que la musique et la danse de la cour impériale) pendant la dynastie Nguyễn, certains considèrent que d'autres domaines artistiques ont commencé à décliner pendant la dernière partie de la dynastie Nguyễn.
À partir du XIXe siècle, l'art moderne et les influences artistiques françaises se sont répandus au Viêt Nam. Au début du XXe siècle, l'École supérieure des beaux-arts de l'Indochine a été fondée pour enseigner les méthodes européennes et a exercé son influence principalement dans les grandes villes, comme Hanoi et Hô Chi Minh-Ville.
Les restrictions de voyage imposées aux Vietnamiens pendant les 80 ans de règne de la France sur le Vietnam et la longue période de guerre pour l'indépendance nationale ont fait que très peu d'artistes vietnamiens ont pu se former ou travailler en dehors du Vietnam. Un petit nombre d'artistes issus de milieux aisés ont eu la possibilité d'aller en France et d'y faire carrière pour la plupart, comme Le Thi Luu, Le Pho, Mai Trung Thu, Le Van De, Le Ba Dang et Pham Tang.
Les artistes vietnamiens modernes ont commencé à utiliser les techniques françaises avec de nombreux supports traditionnels tels que la soie, la laque, etc., créant ainsi un mélange unique d'éléments orientaux et occidentaux.

#### Calligraphie vietnamienne
La calligraphie a une longue histoire au Vietnam, où l'on utilisait auparavant le Chữ Hán et le Chữ Nôm. Cependant, la plupart des calligraphies vietnamiennes modernes utilisent plutôt le Chữ quốc ngữ à base de caractères romains, qui s'est avéré très populaire.
Autrefois, l'alphabétisation dans les anciens systèmes d'écriture à base de caractères du Vietnam étant réservée aux érudits et aux élites, la calligraphie jouait néanmoins toujours un rôle important dans la vie des Vietnamiens. Lors d'occasions spéciales comme le Têt, les gens allaient voir l'instituteur ou l'érudit du village pour qu'il leur fasse une tenture calligraphiée (souvent de la poésie, des dictons populaires ou même des mots isolés). Les personnes qui ne savaient ni lire ni écrire demandaient aussi souvent aux érudits d'écrire des prières qu'ils brûlaient dans les sanctuaires des temples.

## Art d'Asie de l'Ouest et du Moyen-Orient

### Art de Mésopotamie

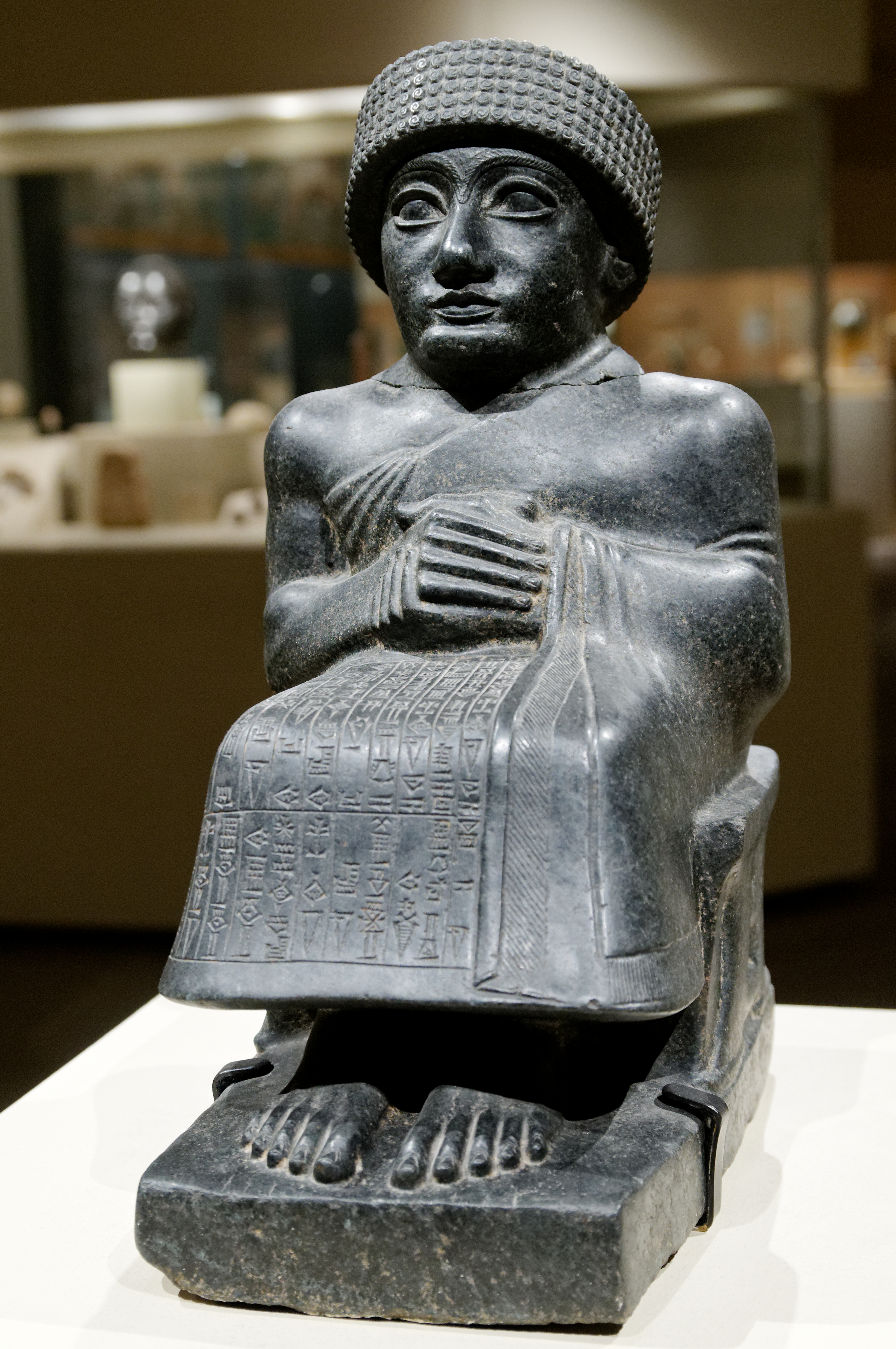
Une des 18 Statues de Gudea, Prince de Lagash, vers 2090 av. J.-C.

L'Art de Mésopotamie est connu grâce aux vestiges archéologiques datant des premières sociétés de chasseurs-cueilleurs (Xe millénaire av. J.-C.) jusqu'aux civilisations de l'Âge du Bronze avec les empires successifs de Sumer, d'Akkad, de Babylone et d'Assyrie. Ces empires ont laissé place à l'Âge du Fer aux empires néo-assyrien et néo-babylonien. Généralement considéré comme étant le berceau de la civilisation, la Mésopotamie a apporté des développements culturels importants, dont les plus anciens exemples d'écriture.
L'art de la Mésopotamie rivalise à son apogée avec celui de l’Égypte Ancienne, un art sophistiqué et élaboré dans le Proche-Orient ancien entre le IVe millénaire av. J.-C. et la conquête de la région par les Perses Achéménides au VIe siècle av. J.-C. L'expression principale de cet art est la sculpture, dans des formes variées, en pierre ou en terre cuite. Le peu d'exemples de peinture subsistant suggère que cette technique s'illustre essentiellement dans des motifs géométriques et végétaux, bien que la plupart des sculptures étaient également peintes.

### Art d'Israël et de la diaspora juive
Les arts visuels israéliens font référence à l'art plastique créé d'abord dans la région de la Palestine, de la fin du XIXe siècle jusqu'en 1948, puis en Israël et dans les territoires palestiniens occupés par des artistes israéliens. Les arts visuels en Israël englobent un large éventail de techniques, de styles et de thèmes qui reflètent un dialogue avec l'art juif à travers les âges et des tentatives de formulation d'une identité nationale.

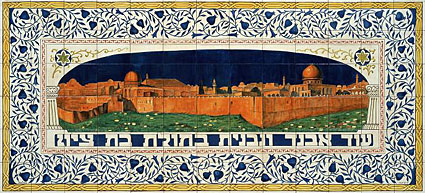
Carreaux dans le style Bezalel, années 1920.

Depuis le début du XXe siècle, les arts visuels en Israël ont fait preuve d'une orientation créative, influencée à la fois par l'Occident et l'Orient, ainsi que par le pays lui-même, son développement, le caractère des villes et les tendances stylistiques émanant des centres artistiques étrangers. Dans la peinture, la sculpture, la photographie et d'autres formes d'art, le paysage varié du pays est le protagoniste : les terrasses et les crêtes des collines produisent une dynamique particulière de la ligne et de la forme ; les contreforts du Néguev, la végétation gris-vert dominante et la lumière claire et lumineuse produisent des effets de couleur distinctifs ; la mer et le sable affectent les surfaces. Dans l'ensemble, les paysages, les préoccupations et les politiques locales sont au centre de l'art israélien et assurent son caractère unique.
Le premier mouvement artistique israélien a été l'école de Bezalel (en), à l'époque ottomane et au début de la période du mandat, lorsque les artistes ont représenté des sujets bibliques et sionistes dans un style influencé par le mouvement européen Art nouveau, le symbolisme et l'art traditionnel persan, juif et syrien.

### Art islamique

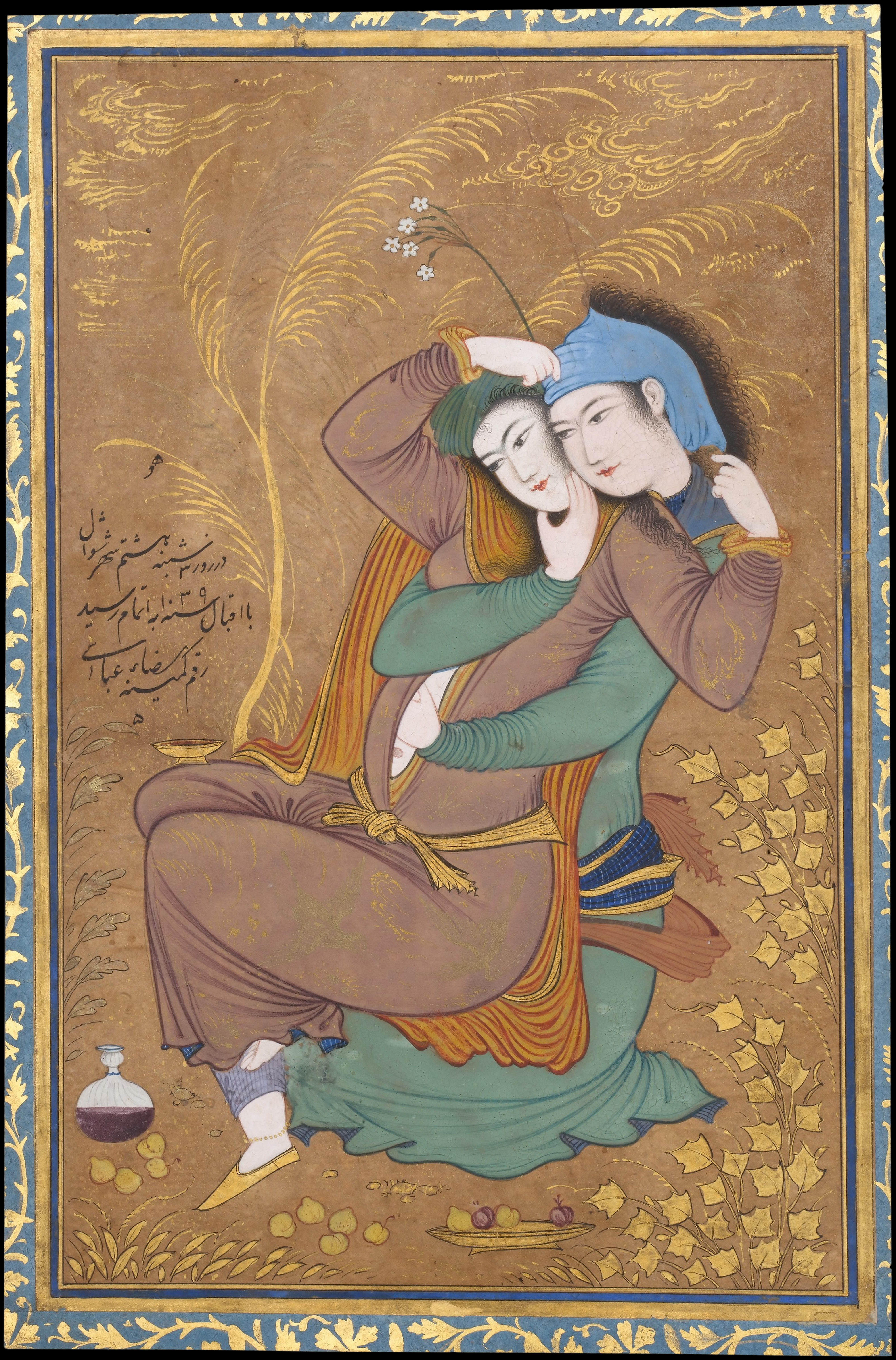
Riza-i Abbasi, Deux amants, Iran, 1630.

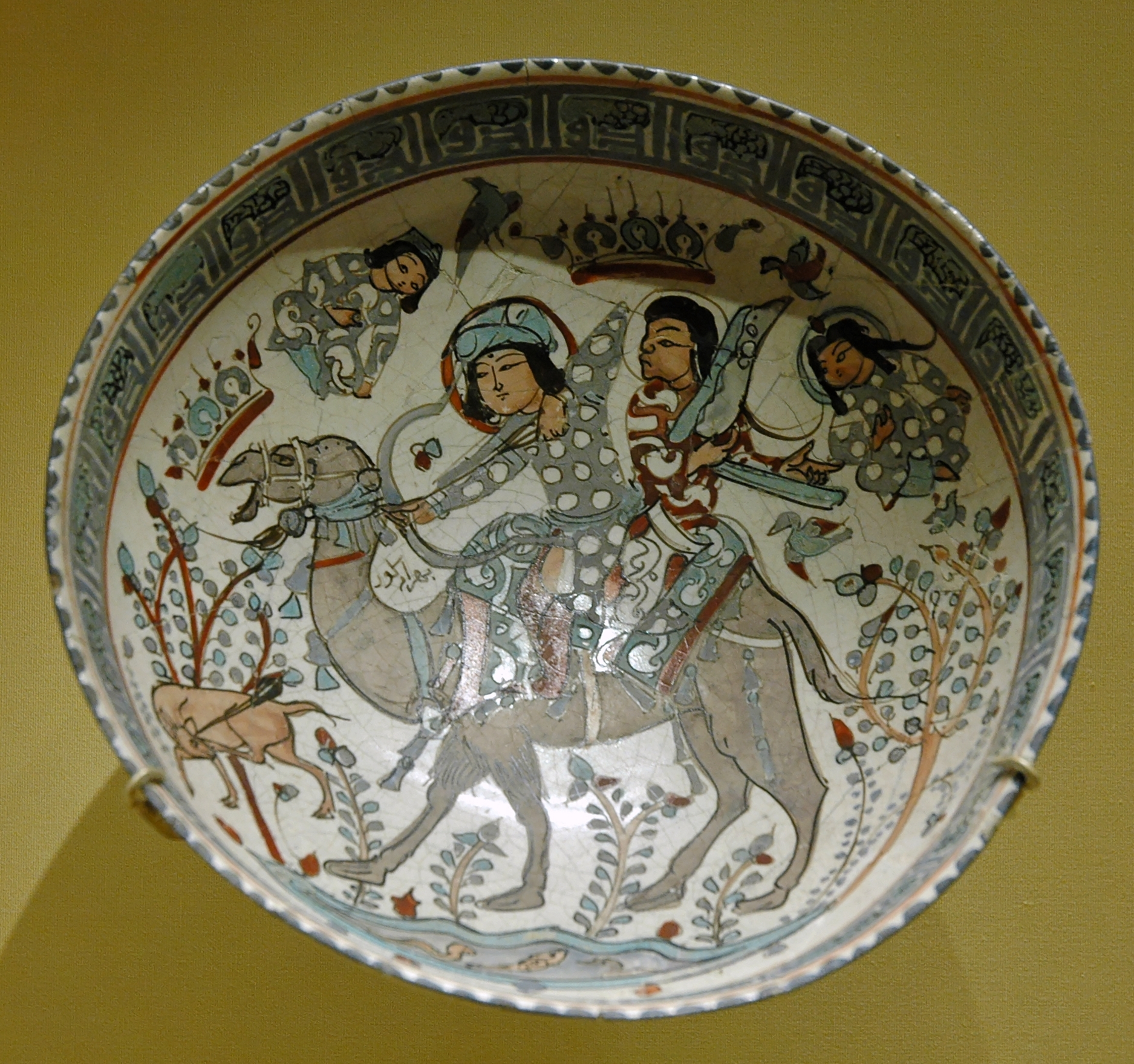
Coupe avec Barham Gur et Azadeh, céramique siliceuse à décor de haftrang, Iran, fin, Metropolitan Museum of Art.

Les expressions arts de l'Islam et art islamique désignent la production artistique qui s'est développée depuis l'hégire (622 de l'ère chrétienne) jusqu'au XIXe siècle dans un territoire s'étendant de l'Espagne jusqu'à l'Inde et habité par des populations de culture islamique.
L'art produit dans le contexte du monde islamique présente une certaine unité stylistique due aux déplacements des artistes, des commerçants, des commanditaires et des œuvres. L'emploi d'une écriture commune dans toute la civilisation islamique et la mise en valeur particulière de la calligraphie renforcent cette idée d'unité. D'autres éléments ont été mis en valeur, comme l'attention portée au décoratif et l'importance de la géométrie et des décors tapissants. Toutefois, la grande diversité des formes et des décors, selon les pays et les époques, amène souvent à parler plus d' « arts de l'Islam » que d'un « art islamique ». Pour Oleg Grabar, l'art d'Islam ne peut d'ailleurs se définir que par « une série d'attitudes vis-à-vis du processus même de la création artistique ».
En architecture, des bâtiments aux fonctions spécifiques, comme des mosquées et des madrasas, sont créés dans des formes très variées mais suivant souvent un même schéma de base. S'il n'existe quasiment pas d'art de la sculpture, le travail des objets de métal, d'ivoire ou de céramique atteint fréquemment une grande perfection technique. Il faut aussi souligner la présence d'une peinture et d'une enluminure  dans les livres sacrés et profanes.
Les arts de l'Islam ne sont pas proprement religieux : l'Islam est ici considéré comme une civilisation plutôt que comme une religion. Contrairement à une idée reçue, il y existe des représentations humaines, animales et même de Mahomet : celles-ci ne sont bannies que dans les lieux ou ouvrages religieux (mosquées, madrasas, Corans), en dépit de quelques exceptions.

### Art persan

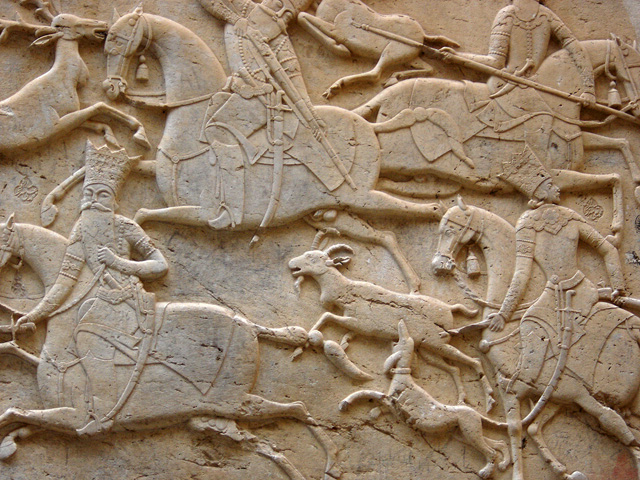
Reliefs rocheux de la dynastie Kadjar à Tangeh Savashi, de l'époque de Fath Ali Shah, vers 1800, une renaissance d'un ancien type perse.

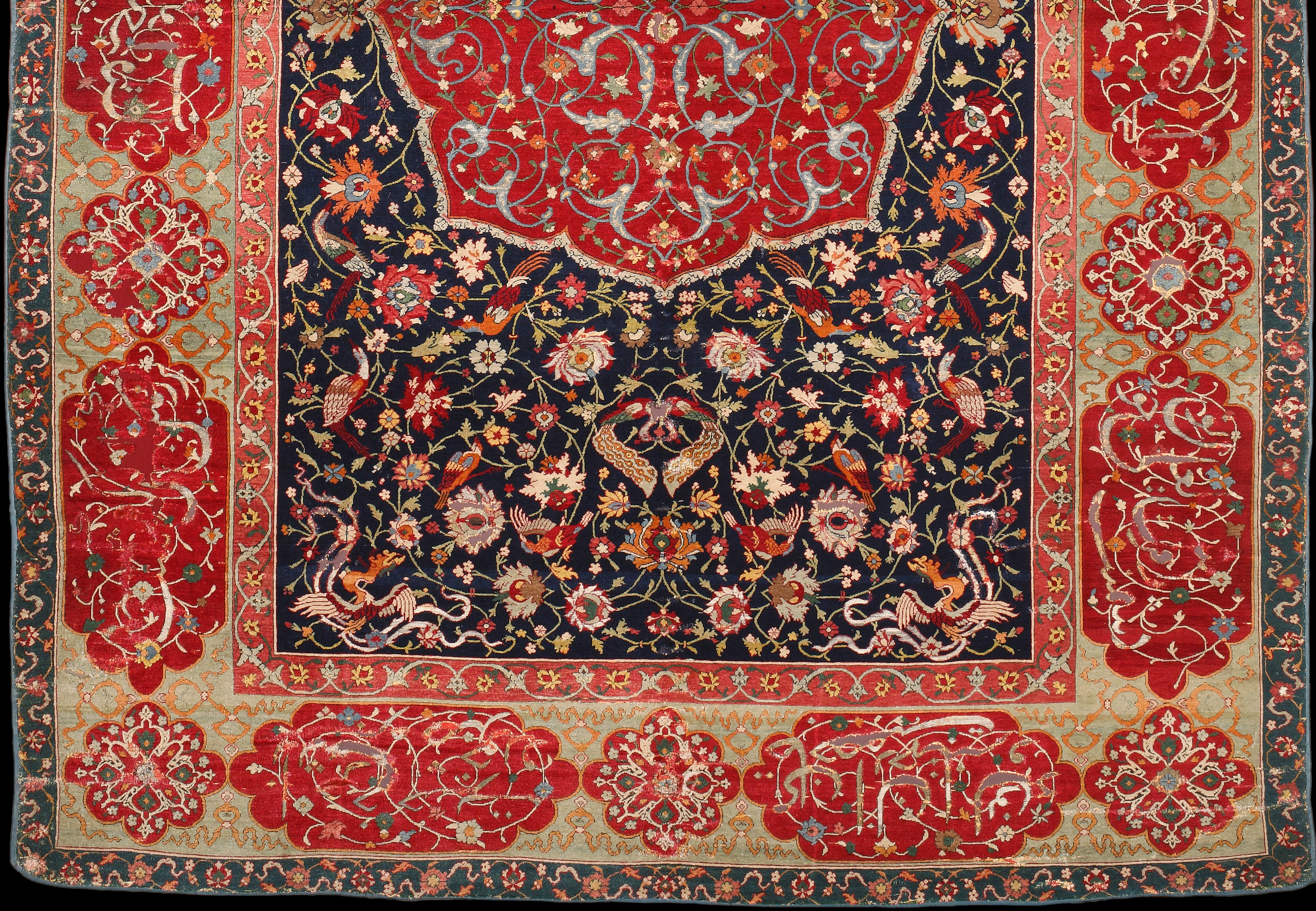
Moitié d'un « tapis de salaison » séfévide, en laine, soie et fil métallique, vers 1600.

L'art persan ou art iranien possède l'un des patrimoines artistiques les plus riches de l'histoire du monde et a été fort dans de nombreux médias, notamment l'architecture, la peinture, le tissage, la poterie, la calligraphie, le travail du métal et la sculpture. À différentes époques, les influences de l'art des civilisations voisines ont été très importantes et, plus tard, l'art persan a donné et reçu des influences majeures dans le cadre des styles plus larges de l'art islamique. L'art persan traditionnel couvre une période allant de 5000 av. J.-C. à 1925, et la fin de la dynastie Kadjar ; on parle ensuite d'art iranien moderne et contemporain (en) pour l'art plus tardif.
Depuis l'empire achéménide (550 - 330 av. J.-C.), un grand État iranophone a régné sur des régions similaires aux frontières actuelles de l'Iran, et souvent sur des régions beaucoup plus vastes, parfois appelées Grand Iran, où un processus de persanisation (en) culturelle a laissé des résultats durables, même lorsque les souverains se sont séparés. Les cours des dynasties successives ont généralement déterminé le style de l'art persan, et l'art parrainé par la cour a laissé bon nombre des survivances les plus impressionnantes.
Dans l'Antiquité, les monuments qui subsistent de l'art perse se distinguent par une tradition centrée sur la figure humaine (essentiellement masculine, et souvent royale) et les animaux. L'art persan a continué à mettre davantage l'accent sur les figures que l'art islamique d'autres régions, même si, pour des raisons religieuses, il évite désormais généralement les grands exemples, surtout en sculpture. Le style islamique général de décoration dense, disposée géométriquement, s'est développé en Perse en un style suprêmement élégant et harmonieux combinant des motifs dérivés de plantes avec des motifs chinois tels que la bande de nuages, et souvent des animaux qui sont représentés à une échelle beaucoup plus petite que les éléments végétaux qui les entourent. Sous la dynastie séfévide au XVIe siècle, ce style a été utilisé sur une grande variété de supports et s'est diffusé à partir des artistes de la cour du shah, la plupart étant principalement des peintres.